# Nagymegyer
Nagymegyer (szlovákul Veľký Meder, 1948 és 1991 között Čalovo) város Szlovákiában, a Nagyszombati kerület Dunaszerdahelyi járásában. Izsap tartozik hozzá.

## Fekvése
Nagymegyer az Alsó-Csallóközben fekszik, a történelmi Komárom vármegye nyugati határán, Dunaszerdahelytől 20 km-re délkeletre, Komáromtól 35 km-re északnyugatra. Délkeletről a Csiliz-patak (Čiližský potok) választja el a történelmi Győr megyéhez tartozó Csilizköztől (Csilizradvány, Csilizpatas), nyugatra a Határ-kanális (Chotárny kanál) egykor Komárom és Pozsony megyék határát alkotta (ma Nagymegyert Padány, Bögellő és Alistál községektől választja el). Északkeletről Ekecs, keletről Szilas és Gellér, délkeletről Csicsó községekkel határos. Keleti határát a Nagymegyer-Gelléri-kanális alkotja.
Nagymegyer a Csallóköz fontos forgalmi csomópontja, érinti a Pozsonyt Komárommal összekötő 63-as főútvonal, melyről itt ágazik le az 586-os főút, mely Medvén (12 km) keresztül Győr (26 km) felé teremt összeköttetést. Az 561-es főút Ekecs (5 km) községen át Galánta (44 km) felé vezet. Vasútállomás a Komárom–Pozsony-vonalon (egy nyomtávú, nem villamosított vonal).
A város mai területe 1976-ban alakult ki, amikor Izsap községet közigazgatásilag hozzácsatolták. Nagymegyertől nyugatra számos majorság tartozik a városhoz közigazgatásilag: Tájlok (Tájlak), Izsapi major (Ižopská samota), Sárkánypuszta (Šarkanovská samota) és Újmajor (Nový dvor). A város két kataszteri területre oszlik:
- Nagymegyer (Veľký Meder) – 47,22 km²
- Izsap (Ižop) – 8,33 km²

Túlnyomó része mezőgazdaságilag művelt terület, de a város déli peremén, az Izsapi-kanális mentén fennmaradt egy 2 km hosszú és 0,5–1 km széles erdősáv, mely az egykor kiterjedt alföldi cseres-tölgyesek utolsó maradványa és mint ilyen, egyedülálló a Csallóközben. Az erdőt 2008-ban erdőparkká nyilvánították.

## Története

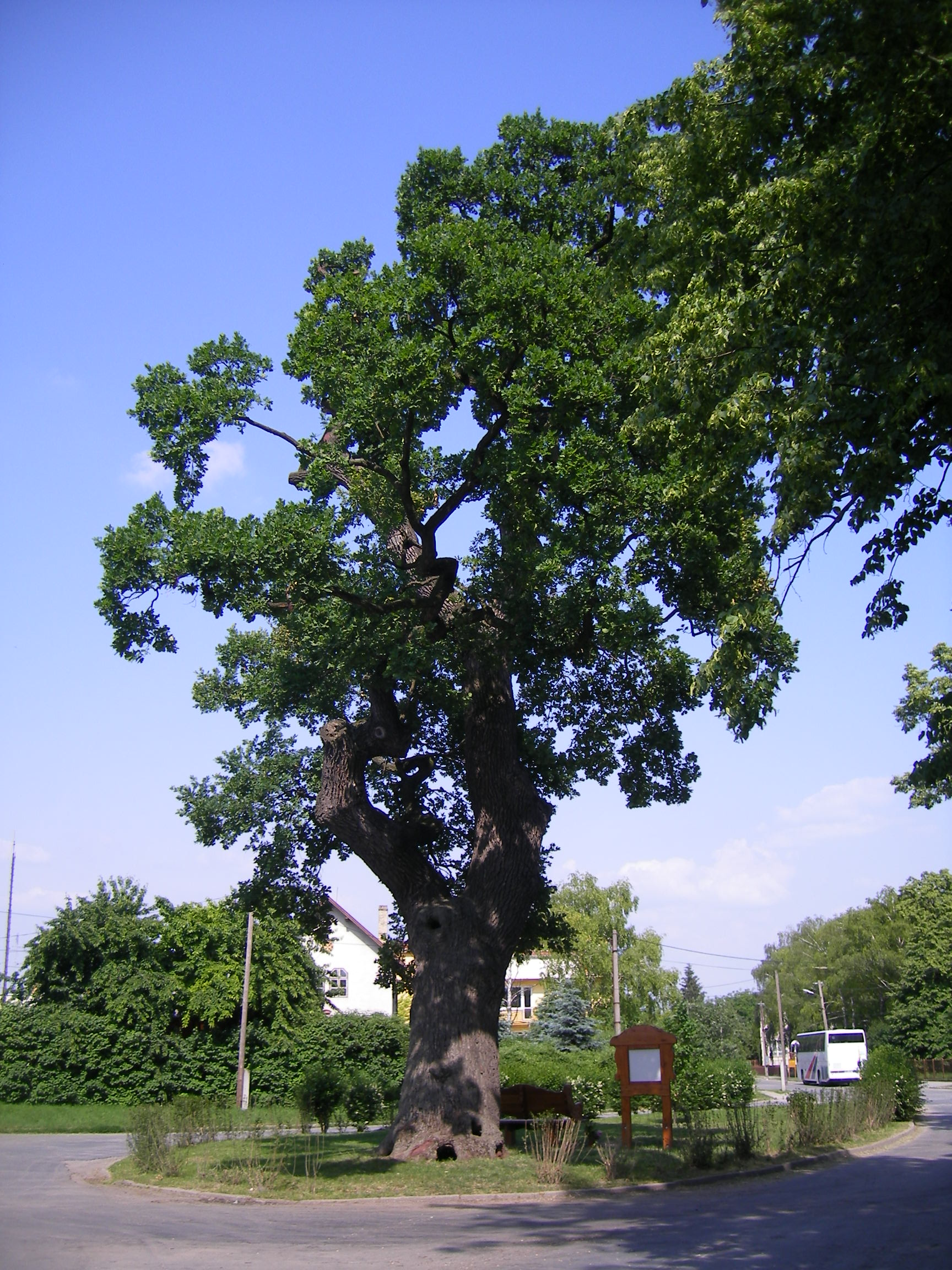
A „Mátyásfa” a város egyik jelképe

A város területén már a történelem előtti időkben is éltek emberek. Ezt bizonyítják az újkőkor idejéből előkerült leletek, melyek a vonaldíszes és a zselizi kultúra népének emlékei. Az 1. és a 4. század közötti időszakban kvád település állt itt. A 8. században jelentős megerősített avar település volt a helyén, melyet három földből épített erődítmény védett.[forrás?] 1988-1992 között 124 síros avar kori temetőrészt tártak fel. Ősi magyar település, erre utal neve, mely szerint valamikor a honfoglalást követően a Koppány nemzetséghez tartozó fejedelmi Megyer törzs szállásterülete volt. Nevét is innen eredeztetik; azt a 18. századi eredetű elképzelést, miszerint Árpád fejedelem Megere nevű alvezérétől kapta volna a város a nevét, a tudományos kutatás nem igazolta. Nagymegyer lakosai a középkorban a komáromi vár várjobbágyai voltak, akik különféle kiváltságokkal rendelkeztek (csak a királynak, illetve vármegyének tartoztak adózási és szolgáltatási kötelezettségekkel).
A tatárok mindent felégető hadjárata után először 1268-ban említik villa Meger néven. 1369-ben Megere, 1379-ben Megyer néven említik. 1421-ben Luxemburgi Zsigmond a királyi várjobbágyok lakta falut a Kanizsay családdal cserélte el. Ezzel lakói elveszítették korábbi kiváltságaikat, melyeket Hunyadi Mátyás állított vissza 1460-ban. A Kanizsayak azonban továbbra is igényt tartottak Nagymegyerre, így a legenda szerint a megyeriek meghívták Mátyás királyt, hogy tegyen igazságot. 1466-ban érkezett a király Nagymegyerre, a hagyomány szerint sátrát a megyeri erdő szélén álló tölgyfa alatt állította fel (a fa ma is áll[forrás?] és Mátyásfa néven Nagymegyer egyik jelképe). Azt azonban írott források is igazolják, hogy Mátyás 1466. december 15-én Nagyszombatban fogadta a nagymegyeri és izsapi bírót (Zsámbók Ozsváldot és Végh Istvánt) és mezővárosi kiváltságokat biztosított a településnek. Ettől kezdve évente három országos vásárt tarthatott, pallosjoggal (ennek emlékét a város keleti szélén emelkedő Akasztó-domb őrzi) és önkormányzattal rendelkezett. 1471-ben már Nagymegyer néven említi oklevél. A török időkben sokat szenvedett a hadak dúlásától, a csapatok többször kifosztották és fel is gyújtották a várost. Mezővárosi kiváltságait számos alkalommal megerősítették (1534, 1568, 1578, 1609, 1631, 1666, 1847).
A 16. században erre is elterjedt a reformáció. Az új vallás hívei és a katolikusok között harc bontakozott ki a templom használatával kapcsolatban. Végül az ellenreformáció hatására 1713-ban a templom végleg a katolikusoké maradt, sőt 1718-ban a református lelkészt kiűzték a városból. A város a 17. században Nagy Mihályné zálogbirtoka, majd a 18. században a Zichy család lett a földesura. Ekkor már egyre inkább a köznemesek uralták a várost, akiknek 13 kúriájuk volt és a földterületek kétharmad részét birtokolták. 1740-ben megalakult a köznemesi tanács is. 1848-ban már 298 nemesi család élt a településen. A 19. században zsidó lakosság is letelepedett itt, akik 1828-ban zsinagógát is építettek (1955-ben lebontották).
1848. május 6-án a pesti forradalom hatására 180 fős nemzetőrség alakult a városban, akik közül sokan részt vettek a szabadságharc csatáiban is. 1849 májusában a Csallóközbe vezényelt magyar utánpótlás-csapatok (melynek parancsnoka Kazinczy Lajos ezredes volt) hadiszállása Nagymegyeren volt.
Fényes Elek Komárom vármegye leírása című, 1848-ban megjelent munkájában így ír Nagymegyerről: „Nagy Megyer , magyar mezőváros, fekszik Komáromhoz észak- nyugotra 3 3/4 mértföldre, és Izsappal s Csicsóval határos. Határa áll 10,709 4/8 holdból s ezekből belsőtelek 171 5/8 h. szántóföld 4195 6/8 h. kaszáló 2826 3/8 h. legelő 3286 6/8 h. erdő 229 hold. Egész úr béri telke van 45, mellyek után a szántóföldek tesznek 910 2/8 részt, kaszálók között vagyon nádas, mocsáros, lapos 1580 hold. Földe termékeny porhanyós fekete agyag; a szántóföldek és száraz rétek elsőosztályzatúak, a szénatermés azonban, rósz kezelése miatt silány; ellenben a földekben legjobb sikerrel termesztetik búza, árpa, tengeri, len és kender; kevesebb sikerrel a burgonya, akár mennyiségét, akár minőségét tekintjük. A mezei gazdaság és állattenyésztés, az utóbbi száraz években jó sikerrel kezeltetik, nedves időjárás alkalmával azonban mind a birka, mind a szarvasmarha a métely végett nagy veszedelemben forog. Az erdőben fácán madarak szép számmal, egy részében pedig dámvadak is tenyésztetnek. Népessége 2380 lélek, mellyből református férfi 558, nő 515, katholikus férfi 498, nő 578, cigány férfi 23, nő 25, zsidóférfi 91, nő 90. Van itt továbbá 298 nemes családfő 4, kovács, 1 legénnyel, a győri és szerdahelyi czéhez tartozók, 5 szabó, 4 csizmadia, kiknek itt saját czéhök van, 3 bognár, 4 asztalos s 1 . kontár, 2 lakatos, 1 cipős, 1 pék, 1 bábsütő, 1 szíjgyártó, 1 kötél verő. 1 esztergályos, 1 mészáros, 3 orvos, végre helybeli czéhben 32 takács 6 kontárral s 21 legénnyel és inassal. Nevezetesebb épületei közé számíthatjuk a reformátusok és r. katholikusok tornyos templomait s a zsidók sínagogáját (mind a három vallásbeliek saját papot s oskolát tartanak) a tiszttartói lakot, az urasági magtárt. Van itt továbbá 4 olajtütő nagy sajtó, mellyekből az olajt Posonba hordják. Földesura gr. Zichy István s e bírja a 45 úrbéri telket egészen, ezenkívül vannak a 13 nemesudvar tulajdonosai, u. in. Rácz, Varga, Barát, Kóssa, Bugát, György Cseney, Vízváry, Bereczky , Bót, Nagy , Horváth , Czina , Tornyos, László, Bédy, Kosár, Szabó Józsa, Láby, Szigeti, Csuka, Molnár, Lovas, Szakái, Tóth, Mikolay, Egyházy, Hodosy, Kis, Cséhfalvay. Zsemle, Tamásy , Márkus, Süke, Tompa, Bende, Pajor, nemes családok. Nagy Megyer privilégiuma 1466-dik évről szól, s ezt dicsőemlékezetű 1-ső Mátyás királytól nyerte, mellynél fogva mezővárossá tétet vén, jelenleg is 3 országosvásárt tart, u. m. 25 januárban 6-ik augustusban, és 6-ik decemberben. A marhavásár, melly az ide hajtatni szokott göbölyökről nevezetes, a kirakóvásárral egy napon tartatik. Nagy Megyer már a legrégibb időktől fogva a komáromi vár urodalmához tartozott. Az 1559-ik úrbér szerint, melly gróf Zichy Istvánnak több curialisták ellen indított perében adatott elő; volt ekkor Megyeren 70 jobbágyi és 17 félcuriális telek, de ezektől is bizonyos díj és szolgálatok követeltettek. így a megyeri erdő nem a város, ha nem a vár tulajdona volt. A megyeri egyház pedig 44 és 1/2 hold szántóföldet, nagy kiterjedésű réteket és egy Hészer nevezetű halastavat birt. Az elejtett vad szárnyasállatokból a város egy harmadát tartozott mindig a várnak általengedni. Egyébiránt mennyire kivehettük hajdan e következő curialisták igtattattak be: 1548 Horváth Péter a csajkások vajdája; 1550 Bajusz András, 1573 Kovács János Lőrincz fia Anna és Sára nővéreikkel együtt; 1579 Hundert János a komáromi vár altárnoka; 1582 Kapornaky Ferencz (Bercsényi Katalin örökvallomása után); 1585 ugyan Kapornaky nemesudvarát Keresztes Bálintnak adja-el; 1609 Demes György, 1616 Hermann Márton (Hundert András magvaszakadtéval). 1657 Varga Jakab, Mátyás és István, továbbá Patak István és Lőrincz új adomány útján.”

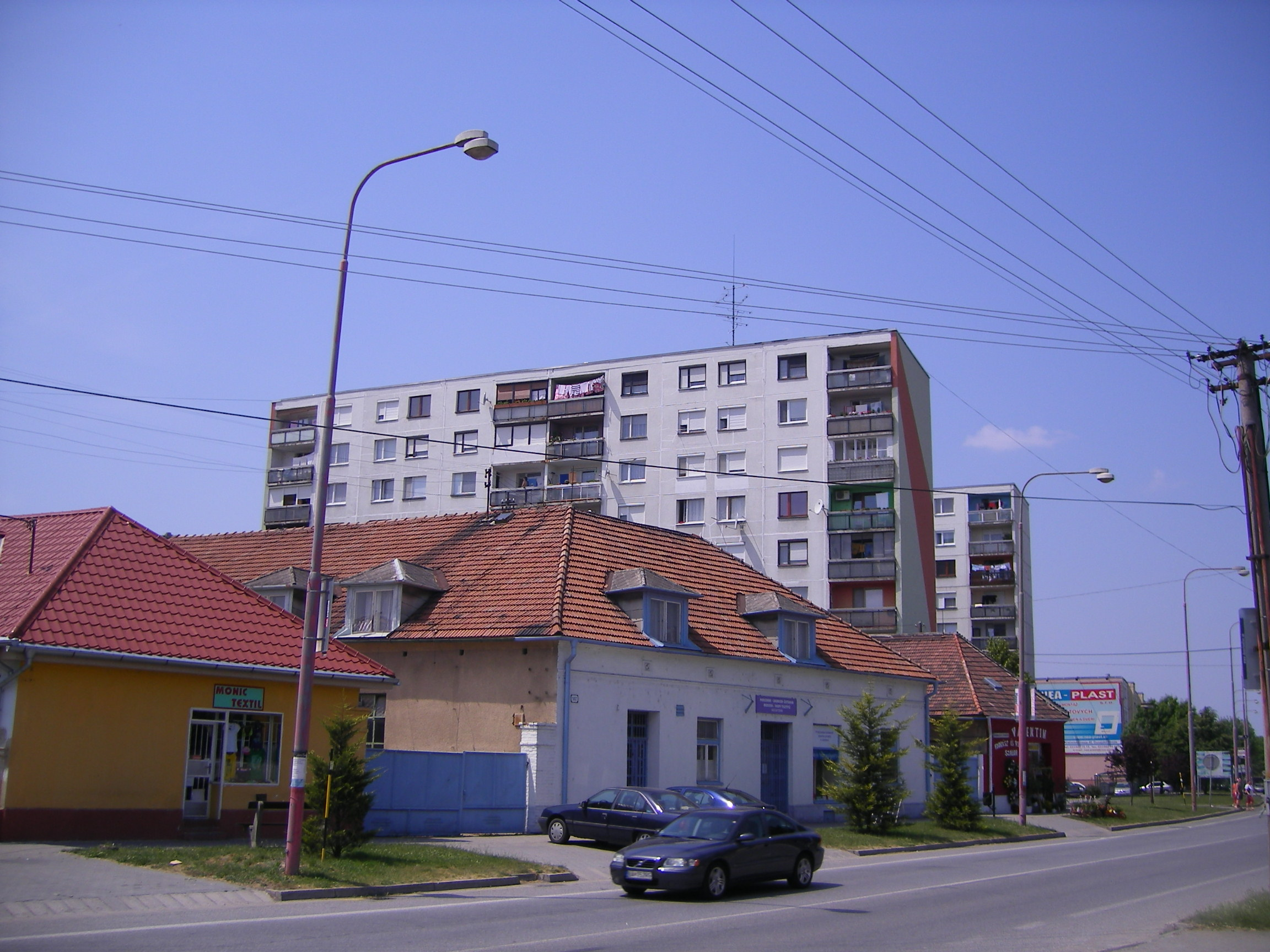
A Corvin Mátyás lakótelep és a Pozsonyi utca

Az első világháborúban itt volt az ország egyik legnagyobb, 20 000 fős hadifogolytábora. A trianoni békeszerződésig Komárom vármegye Csallóközi járásához tartozott. Az első világháború során itt működött a Monarchia egyik legnagyobb hadifogolytábora, melybe főként szerb hadifoglyokat internáltak. 1919-ben a város az új csehszlovák állam része lett. 1921-ben 4012 lakosa volt, melyből 3870 magyar és 48 hivatalosan csehszlovák nemzetiségű. 1938 és 1945 között az első bécsi döntés alapján újra Magyarországhoz tartozott. Megtorlásképpen 1947. január 16-17-én 131 család 539 tagját deportálták a csehországi korábbi szudétanémet területekre kényszermunkára. Majd 1948. május 12. és október 20. között a lakosságcsere egyezmény értelmében 90 család 437 tagját telepítették ki Magyarországra. 1948. június 11-én a város szlovák nevét Čalovóra változtatták. 1949 és 1960 között járási székhely volt. 1960-ban kapta vissza városi jogait.
1965-ben miután a Duna gátja Kulcsodnál átszakadt, a várost két napi rohammunkában felépített gáttal sikerült megmenteni a katasztrófától. A város idegenforgalmán nagyot lendített az 1974-ben megépült termálfürdő. A szocializmus évtizedeiben a város lakosságszáma jelentősen megnőtt, két panelházas lakótelepet (Komáromi utcai lakótelep, Corvin Mátyás lakótelep) építettek, Nagymegyer élelmiszeripari központtá vált. 1991 októberében a település visszakapta a korábbi Veľký Meder szlovák nevet.
2005-ben a város rendszerváltás utáni első polgármesterét, Samuel Lojkovičot korrupció vádjával letartóztatták, de ennek ellenére újra indult, és megnyerte a 2006-os önkormányzati választásokat. 2007 februárjában megfosztották a polgármesteri címtől, és a város élére ideiglenesen az alpolgármestert, Néveri Sándort nevezték ki. 2007 októberében az időközi választáson Ladislav Rudickýt választották polgármesterré. A 2010. novemberi önkormányzati választásokon Néveri, az MKP jelöltje lett az új polgármester. Ezzel 1990 óta első ízben van megválasztott magyar polgármestere a városnak.

## Népessége
| Év:            | 1994. | 2004.   | 2014.   | 2024.   |
| -------------- | ----- | ------- | ------- | ------- |
| Emberek száma: | 9311  | 8933    | 8763    | 8204    |
| Eltérés:       |       | -4,05 % | -1,90 % | -6,37 % |

| Év:            | 2023. | 2024.   |
| -------------- | ----- | ------- |
| Emberek száma: | 8254  | 8204    |
| Eltérés:       |       | -0,60 % |

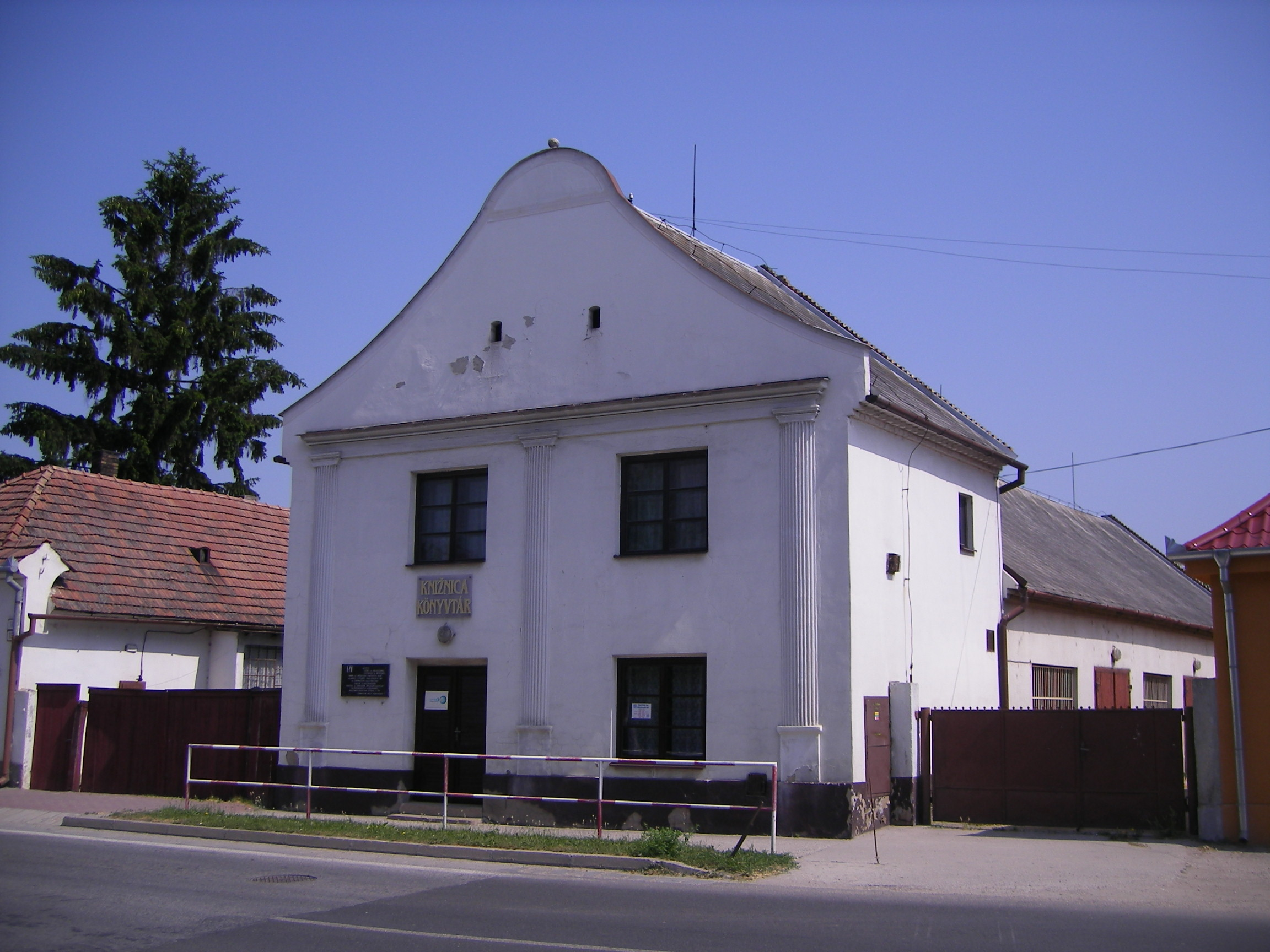
A nagymegyeri könyvtár

- 1880-ban 2832 lakosából 2779 magyar anyanyelvű volt.
- 1910-ben 3591 lakosából 3578 magyar anyanyelvű volt.
- 1921-ben 4012 lakosából 3870 (96,5%) magyar, 41 (1,0%) szlovák nemzetiségű volt.
- 1930-ban 4482 lakosából 3841 magyar, 146 szlovák nemzetiségű volt.
- 1941-ben 4424 lakosából 4377 magyar, 12 szlovák nemzetiségű volt.
- 1970-ben 7299 lakosából 6143 magyar nemzetiségű volt (84,2%).
- 1980-ban 8063 lakosából 6901 magyar nemzetiségű volt (85,6 %).
- 1991-ben 9247 lakosából 8087(86,98%) magyar, 11,46%-a szlovák nemzetiségű volt. A lakosság 45,3%-a katolikus, 17%-a református illetve evangélikus vallású volt. 1909 házából 1777 volt lakott.
- 2001-ben 9113 lakosának 84,55%-a (7705 fő) magyar, 13,45%-a (1226 fő) szlovák, 67 cseh, 62 cigány nemzetiségű volt. A lakosság 57,4%-a (5231 fő) katolikus, 22%-a (2007 fő) református, 2%-a (176 fő) evangélikus vallású volt. 2006 házából 1813 volt lakott. Ugyanebben az évben 3413 foglalkoztatott és 1116 munkanélküli volt a városban.
- 2006-ban 8881 lakosából 1262 volt gyermek-, 1719 pedig nyugdíjaskorú.[11]
- 2011-ben 8859 lakosából 6696 magyar (75,6%), 1238 szlovák, 76 cseh, 45 roma, és 783 ismeretlen nemzetiségű volt.[12]
- 2021-ben 8446 lakosából 6624 (+221) magyar, 1237 (+171) szlovák, 15 (+26) cigány, 1 (+1) ruszin, 84 (+5) egyéb és 485 ismeretlen nemzetiségű volt.[13]

## Oktatás, kultúra
Nagymegyeren magyar tannyelvű, 2000 óta Bartók Béláról elnevezett alapiskola és szlovák tannyelvű, Jan Amos Komenskýről elnevezett alapiskola is működik, művészeti alapiskolájának névadója Janiga József. A Corvin Mátyás Magyar Tannyelvű Gimnáziumot 1957-ben alapították, 1982-ben megszüntették, de 1991-ben újra megnyitotta kapuit. 1978-ban alapított Közgazdasági Szakközépiskolája 1990-ben Kereskedelmi Akadémiává alakult át.
Nagymegyernek saját énekkara is van, mely Bárdos Lajos nevét viseli. A Csemadok-szervezet 1949. június 5-én alakult meg (a könyvtár falán az esemény 50. évfordulóján emléktáblát helyeztek el). A városban működő szervezetek közé tartozik az 1933-ban alakult Arany János Cserkészcsapat, valamint az 1952-ben alakult Horgászszövetség.
A város legrangosabb társadalmi és kulturális rendezvénye az 1990 óta minden évben megrendezett Szent István Napok. 1994 óta tartják minden ősszel a Nagymegyeri Besnyei György Napokat a Csemadok és a református egyház szervezésében. A Bartók Béla Napokat a magyar alapiskola szervezi meg évente. 1993 óta rendezik meg a Nagymegyeri Zenei Napokat.

## Önkormányzat
Nagymegyer élén a polgármester (1990–2007 között Lojkovič Sámuel, 2007–2010 között Rudický László, 2010–2014 között Néveri Sándor, 2014-től megint Lojkovič Sámuel) áll, a városi képviselőtestület 13 tagú.
A város jelképei a címer és a zászló. Nagymegyer címerét 1985-ben fogadták el, tervezője Püspöki Péter történész volt, aki a város középkori eredetű pecsétjén levő motívumokat (a viza a hagyományos halászatra, a fa a Mátyás-fára utal) használta fel. A város zászlaja vörös és sárga színű, közepén a címerrel.

## Gazdaság

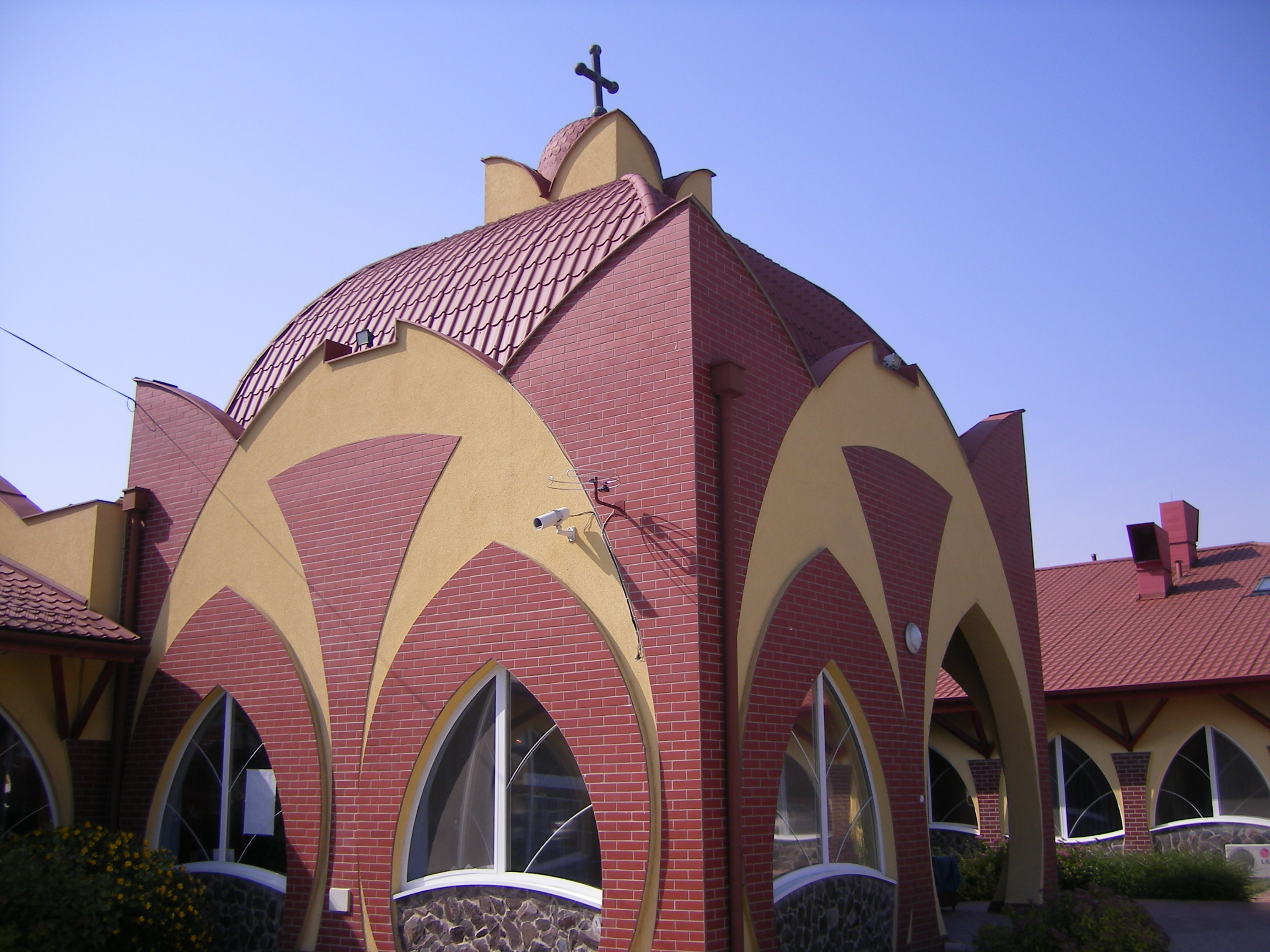
A termálfürdő

Nagymegyer az Alsó-Csallóköz agráripari központja, jelentős malom-, húsfeldolgozó-, sütő- és tejiparral, valamint elektronikai iparral. Legfontosabb gazdasági ágazata mégis az idegenforgalom, mely az egész évben üzemelő, több medencéből álló, 1974-ben átadott (2000-ben és 2003-ban felújított) termálfürdő köré összpontosul. A fürdő különösen népszerű a cseh turisták körében.

## Nevezetességei

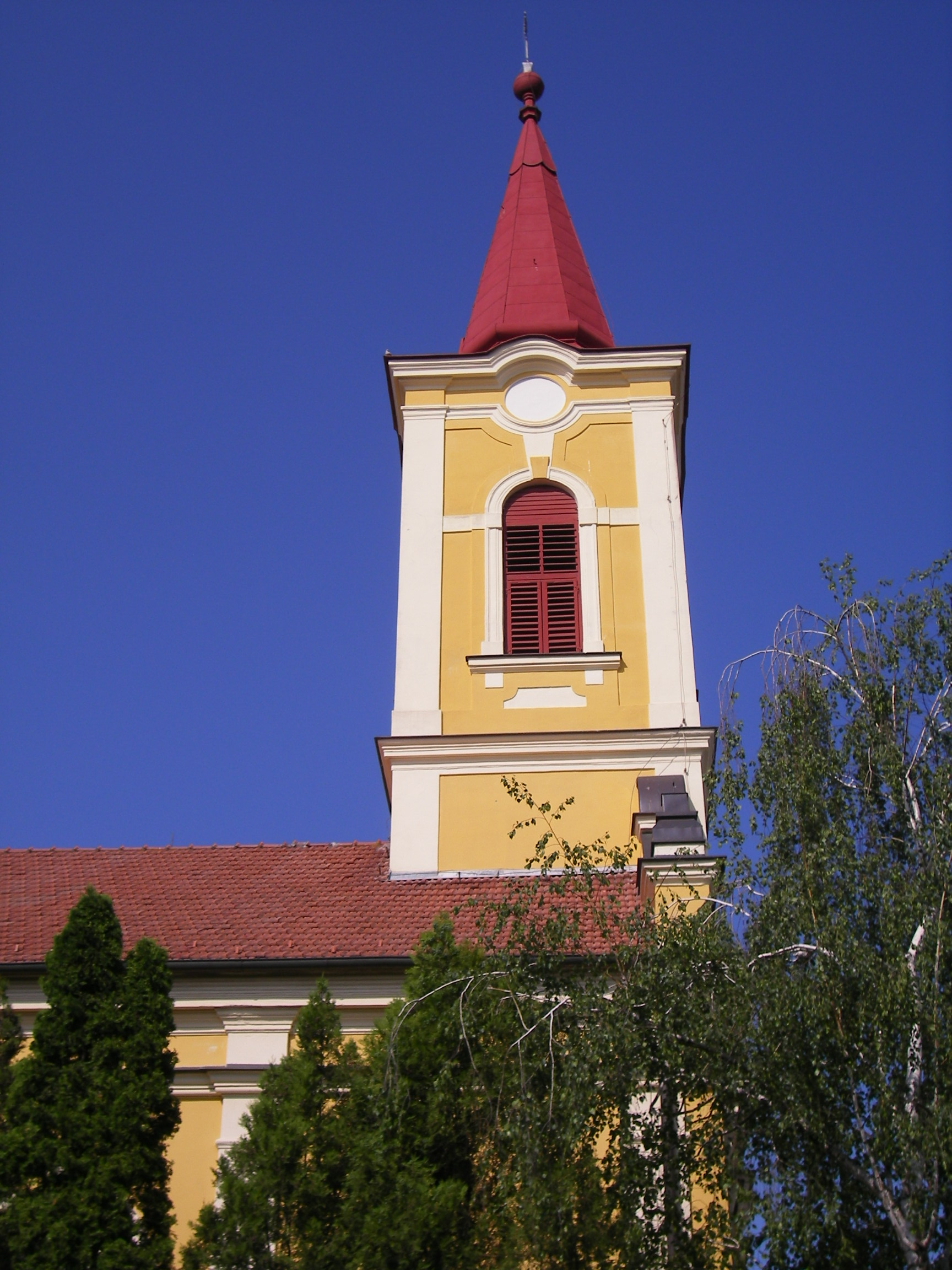
A katolikus templom

- Szent Miklósnak szentelt Római katolikus temploma eredetileg 1460-ban épült, de később annyira megrongálódott, hogy 1740 és 1755 között szinte az alapoktól kellett újjáépíteni. Az egyhajós, eklektikus stílusban épült harmadik templomot a korábbiak helyén építették, 1900. október 28-án szentelték fel. Kertjében egy lourdes-i barlangot rendeztek be. A templom előtt kialakított teret 2007 szeptemberében szentelték fel, melynek domináns eleme a vörös márványból készült feszület.
- A katolikus templom melletti zárdaiskolát 1902-ben Köröspataky Kálnoky Adél grófnő építtette, mint arra az oldalában elhelyezett felirat is emlékeztet. 1944-ig a Szent Elzár iskola, majd 2004-ig a magyar alapiskola használta. Farkas Jenő papköltő emléktábláját 2006-ban helyezték el a falán.
- Református temploma 1784-ben épült barokk stílusban, tornyát 1801-ben építették. 1838-ban készült el toronyórája, mely a maga korában a legkorszerűbbek közé tartozott. Harangjait a 19. század végén öntötték Nagyszombatban. A templom szószékénél 1917-ben helyezték el a reformáció emléktábláját, bejárata mellett pedig Nagymegyeri Besnyei György emléktáblája található. Toronyóráját az 1960-as években leállíttatták, szerkezetét is megrongálták, 2013-ban azonban felújították és újraindították.[17]
- A református iskola 1931-ben épült. Manapság a Bartók Béla Alapiskola alsó tagozatos osztályai használják.
- A tájház a város legrégibb középülete, 1836-ban épült, 1980 óta tölti be jelenlegi funkcióját. A nádfedeles épületet 2000-ben újították fel, a 19. és a 20. század első felének környékbeli paraszti kultúrája és korabeli használati tárgyai láthatók benne.
- A késő klasszicista Kálnoky-kúria a 19. század második felében épült.
- A nagymegyeri erdő szélén áll az az évszázados tölgyfa, melyet „Mátyásfa” néven ismernek. A legenda szerint Mátyás király ehhez a fához kötötte lovát, amikor a Csallóközben vadászott és a vaskarika belenőtt a fa törzsébe. A fa alatt emlékpadot helyeztek el.
- Izsap református temploma a 19. század elején épült klasszicista stílusban.

### Szobrok, emlékművek

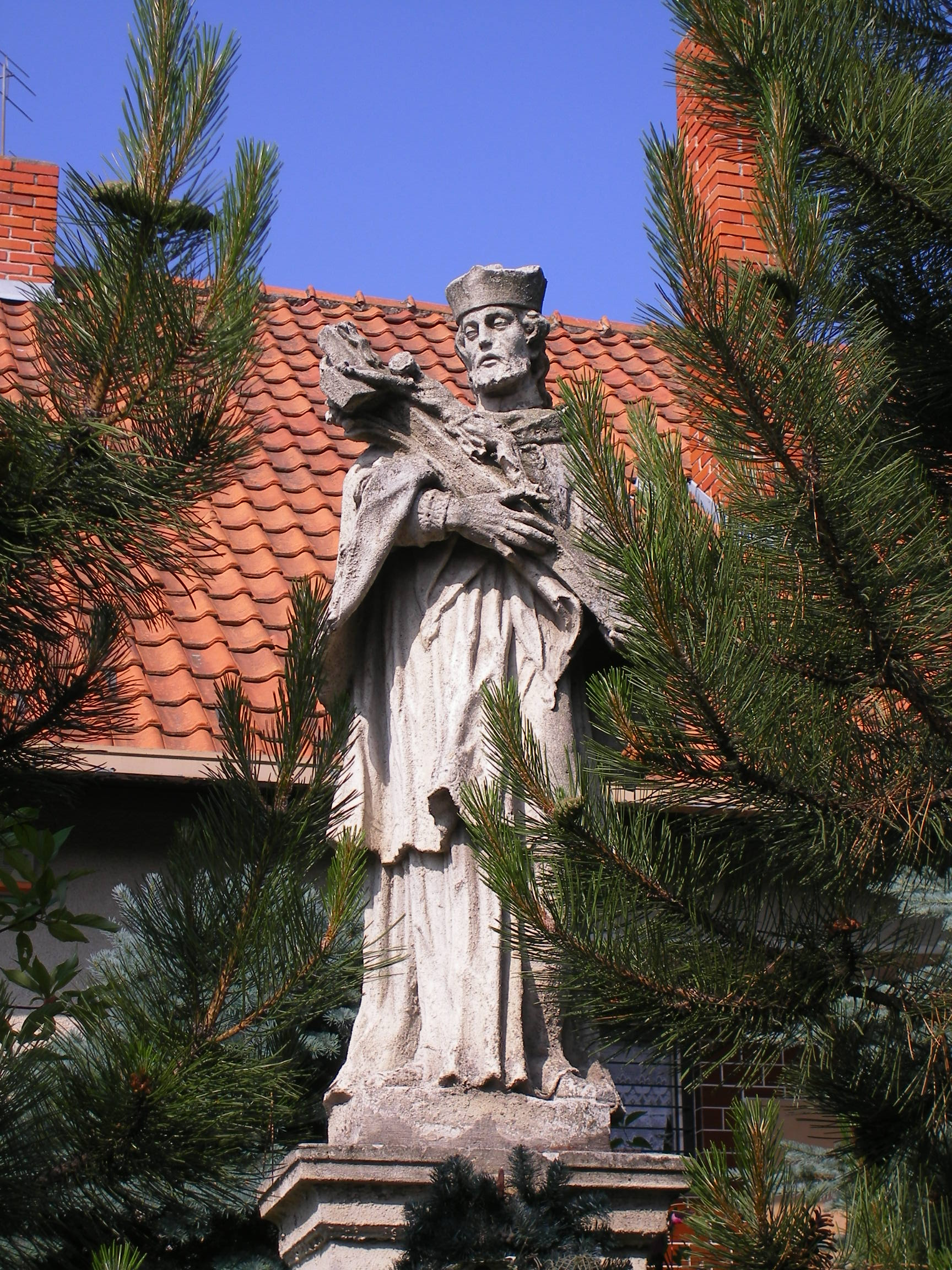
Nepomuki Szent János szobra

- A katolikus plébánia előtt áll Nepomuki Szent János 1783-ban állított szobra.
- A Magyarok Nagyasszonya szobrot eredetileg 1896-ban a főtéren állították fel, az 1950-es évek óta a római katolikus templom előtt áll.
- A református templom mellett áll a városi jogok elnyerésének 530. évfordulóján, 1996-ban emelt emlékmű (Lipcsey György alkotása), tetején Hunyadi Mátyás címerállatával, a hollóval.
- A város főterén áll az 1992-ben felavatott Bartók Béla szobor, mely Lipcsey György alkotása.
- A városból kitelepített magyarok emlékművét 1996-ban avatták fel a Bartók Béla téren.
- A Hősök terén áll a két világháború áldozatainak emlékműve, a második világháborúban elesettek emlékére emelt faragott oszlop, valamint egy 1806-ban Kórósi Erzsébet által emeltetett feszület.
- Szent István mellszobrát (Király Ferenc alkotása) 2000-ben avatták fel a katolikus temető előtti kis téren, a Szent István utcában. Ugyanitt kopjafa-parkot is kialakítottak.
- Hunyadi Mátyás egész alakos szoboralakja a termálfürdő előtt áll 1996 óta.
- Janiga József mellszobrát (Lipcsey György alkotása) 2007. május 4-én avatták fel a művészeti alapiskola udvarán.

### Temetők
- Katolikus temető – közepén egy 1900 környékén emelt (2004-ben felújított) kápolna áll, mellette található Szaiff József síremléke.
- Református temető – mesterségesen létrehozott dombon alakították ki, itt található Janiga József festőművész, Nagy Rátz József nemzetőrszázados és bíró, valamint Szeghy Zsigmond 1848-as honvéd síremléke.
- Szerb katonai temetőjében 5464 katona nyugszik.[18] Az 1960-as évek után elhanyagolt temetőt 2004-ben felújították.

## Híres emberek

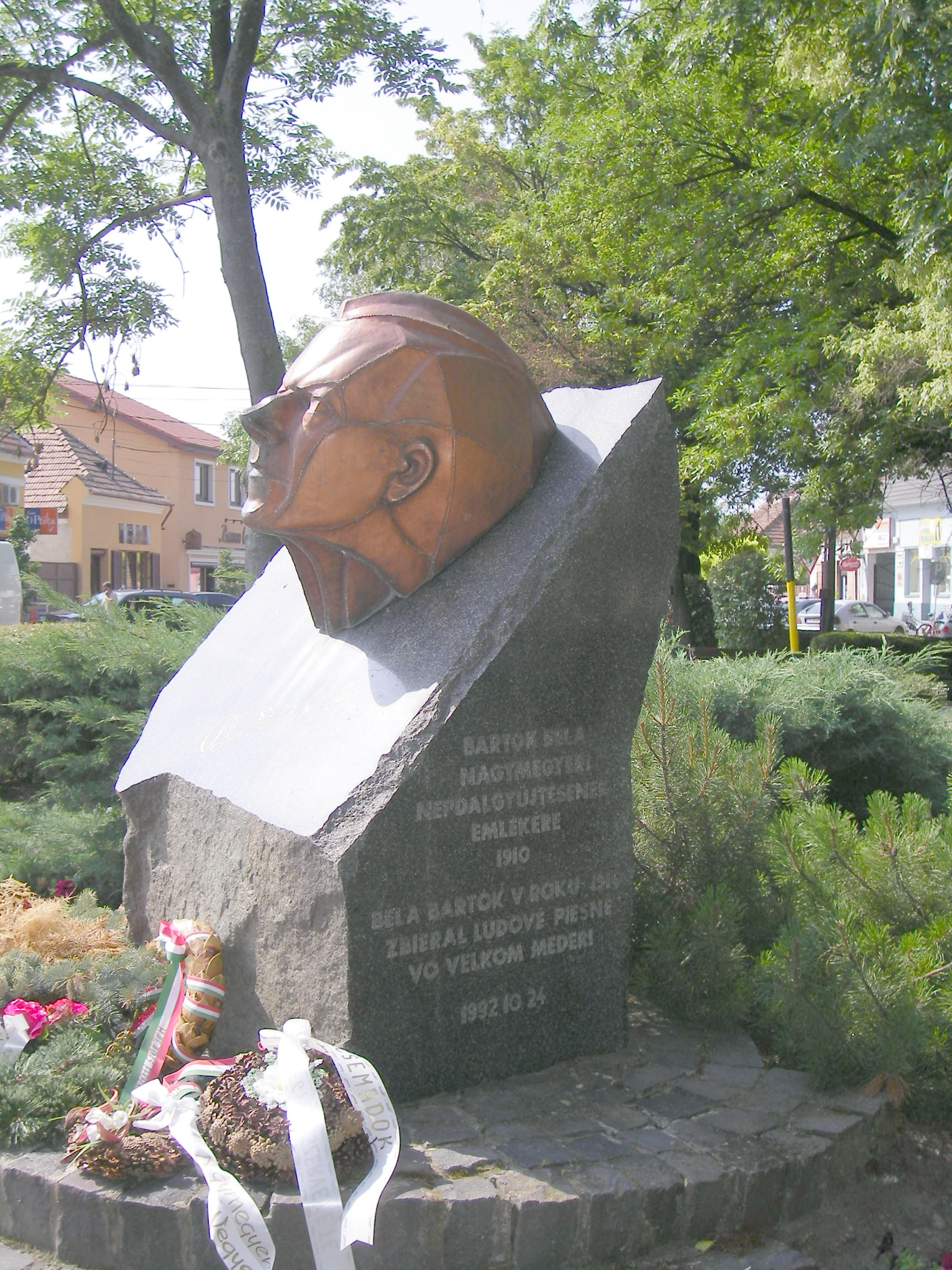
Bartók Béla szobra

- Ág Tibor (1928–2013) neves népzenekutató és karnagy 1963 óta élt és alkotott Nagymegyeren, itt is halt meg.
- Angyal Antal (1812-1877) gyógyszerész, 1857-től vezette az akkoriban alakult nagymegyeri gyógyszertárat
- Bartók Béla 1910-ben két alkalommal is megfordult itt és 94 nagymegyeri népdalt jegyzett le. Róla nevezték el a város főterét és nevét viseli a magyar alapiskola is.
- Cseri István (1903–1959) 1944–1948 között volt nagymegyeri plébános, híveit a kitelepítésbe is követte. 2008-ban helyezték el emléktábláját a katolikus templom falán.
- Farkas Jenő (1922–1979) papköltő 1964–1976 között volt nagymegyeri plébános. 2006-ban emléktáblát helyeztek el a Zárdaiskola falán.
- Hunyadi Mátyás király több ízben is megfordult Nagymegyeren. A termálfürdőnek és a város egyik lakótelepének a névadója, de szobor és emlékpad is őrzi emlékét.
- Janiga József (1946–2004) a Csallóköz tájképfestője 1984-től haláláig a helyi (ma a nevét viselő) művészeti alapiskola tanára volt.
- Nagymegyeri Besnyei György (1675–1749) református prédikátor és bibliafordító Nagymegyeren született. 1998. december 6. óta a református templom falán emléktábla őrzi nevét, de utcát is elneveztek róla és emlékére 1994 óta rendezik a Nagymegyeri Besnyei György-napokat.
- Nagy Rátz József (1808–1878) a város és a vármegye 19. századi közéletének fontos alakja, nemzetőrszázados, Nagymegyer jegyzője és a levéltár alapítója.
- Szaiff József (1820–1884) neves honvédorvos itt telepedett le a szabadságharc után és a városi képviselőtestület tagja lett.
- Waldstein-Wartenberg János (1809–1876), jogtudós, az MTA tagja, későbbi Ung megyei főispán Nagymegyeren született.
- Itt született 1908-ban Rédl Antal pap.[19]

## A településen gyűjtött népdalok
| Cím                           | Gyűjtő      | Év   |
| ----------------------------- | ----------- | ---- |
| Nem vagy legény, nem vagy     | Bartók Béla | 1910 |
| Összegyűltek az izsapi lányok | Bartók Béla | 1910 |
| Még azt mondják, nem illik    | Bartók Béla | 1910 |
| Hopp ide tisztán              | Bartók Béla | 1910 |
| Menyasszony, vőlegény         | Bartók Béla | 1910 |

## Képtár

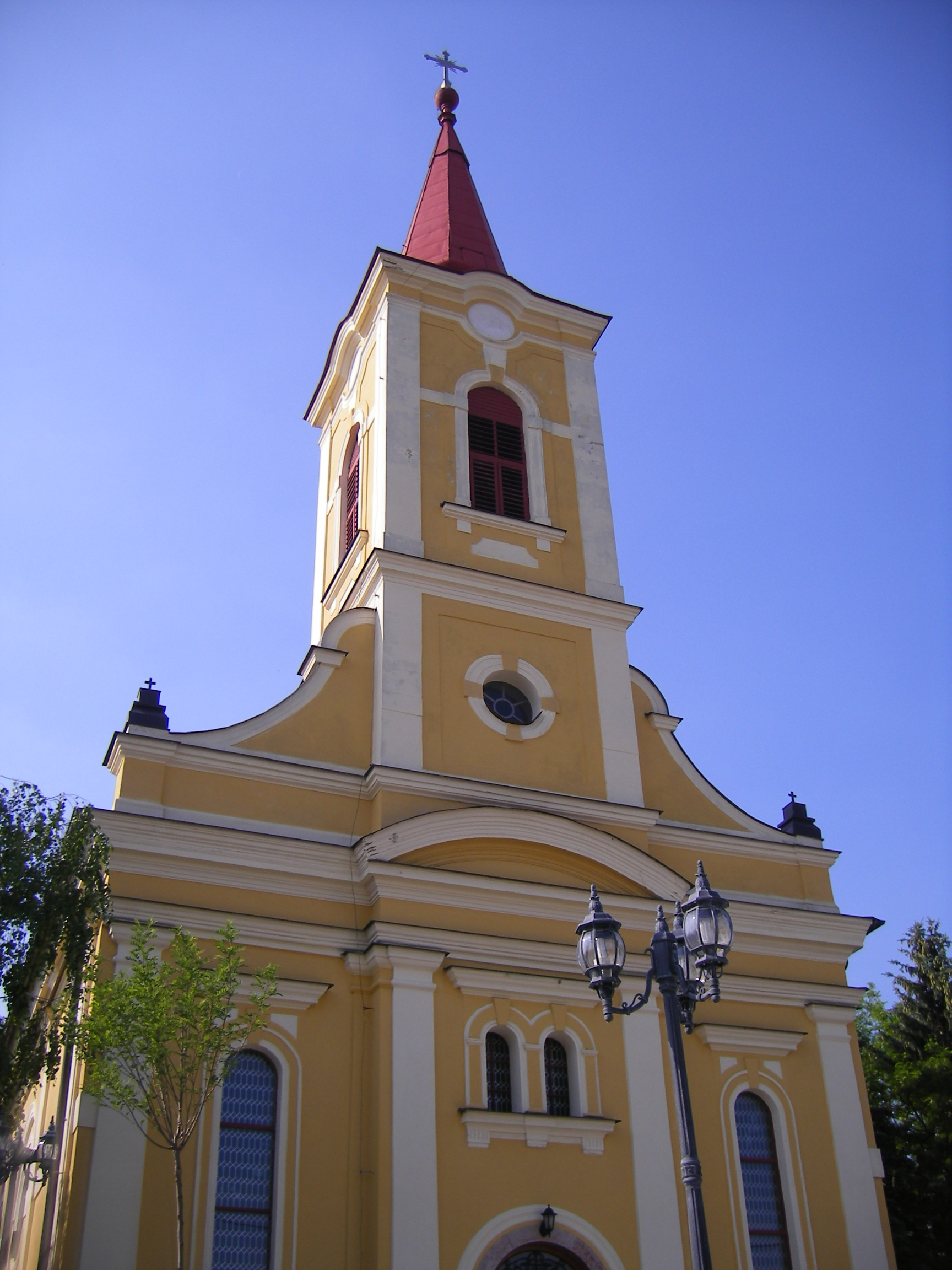
A Szent Miklós katolikus templom
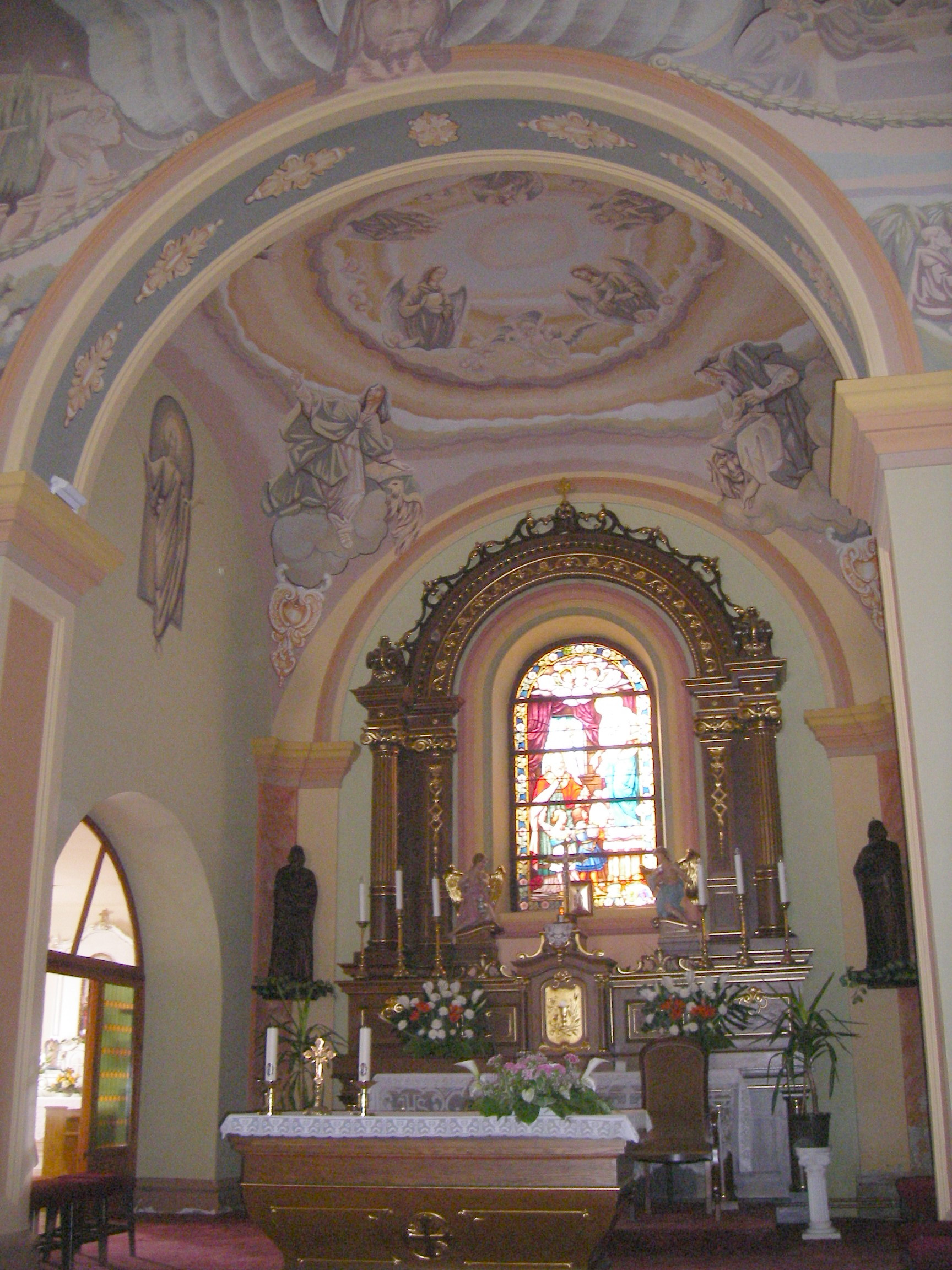
A katolikus templomban
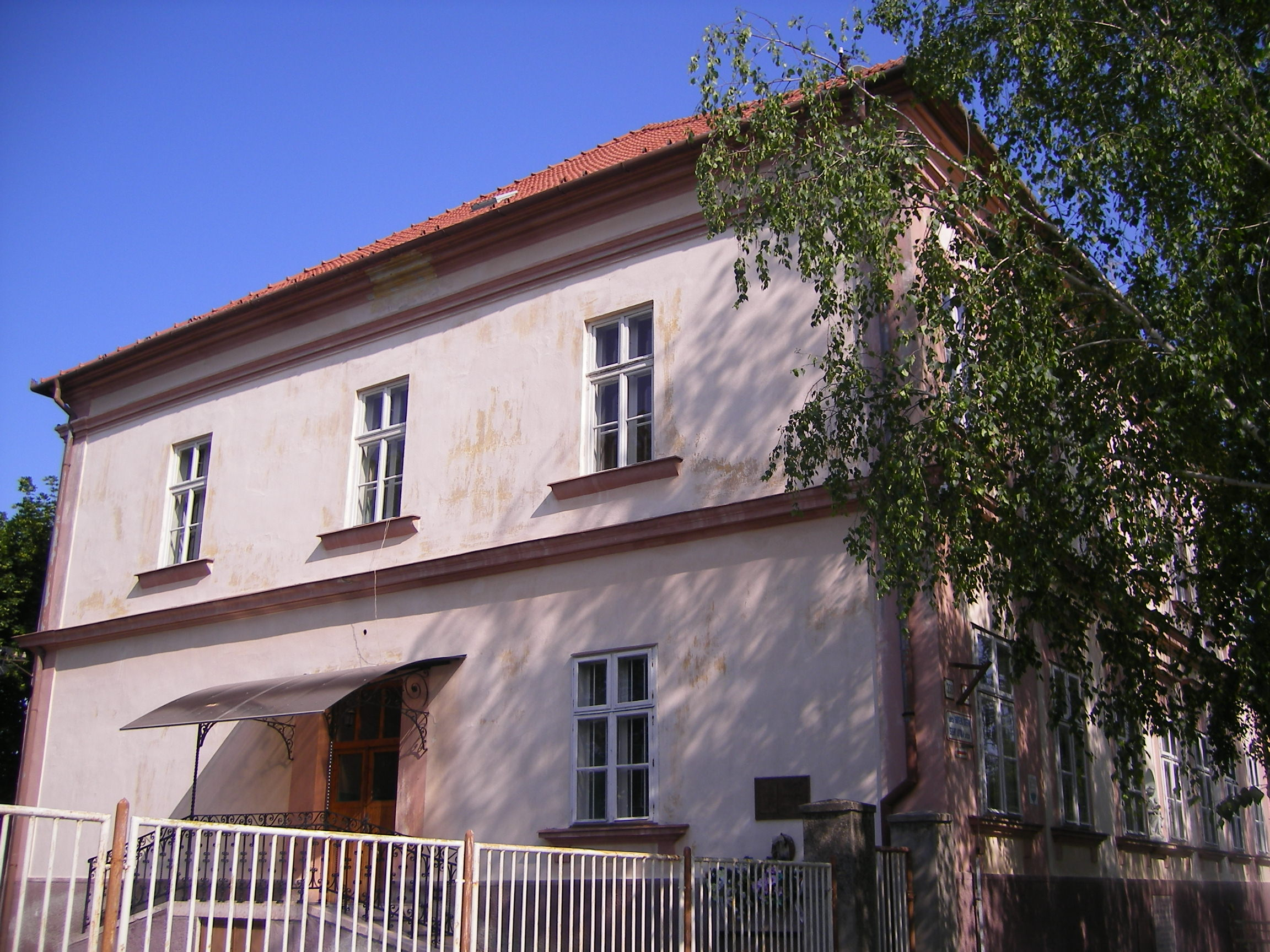
A Zárdaiskola
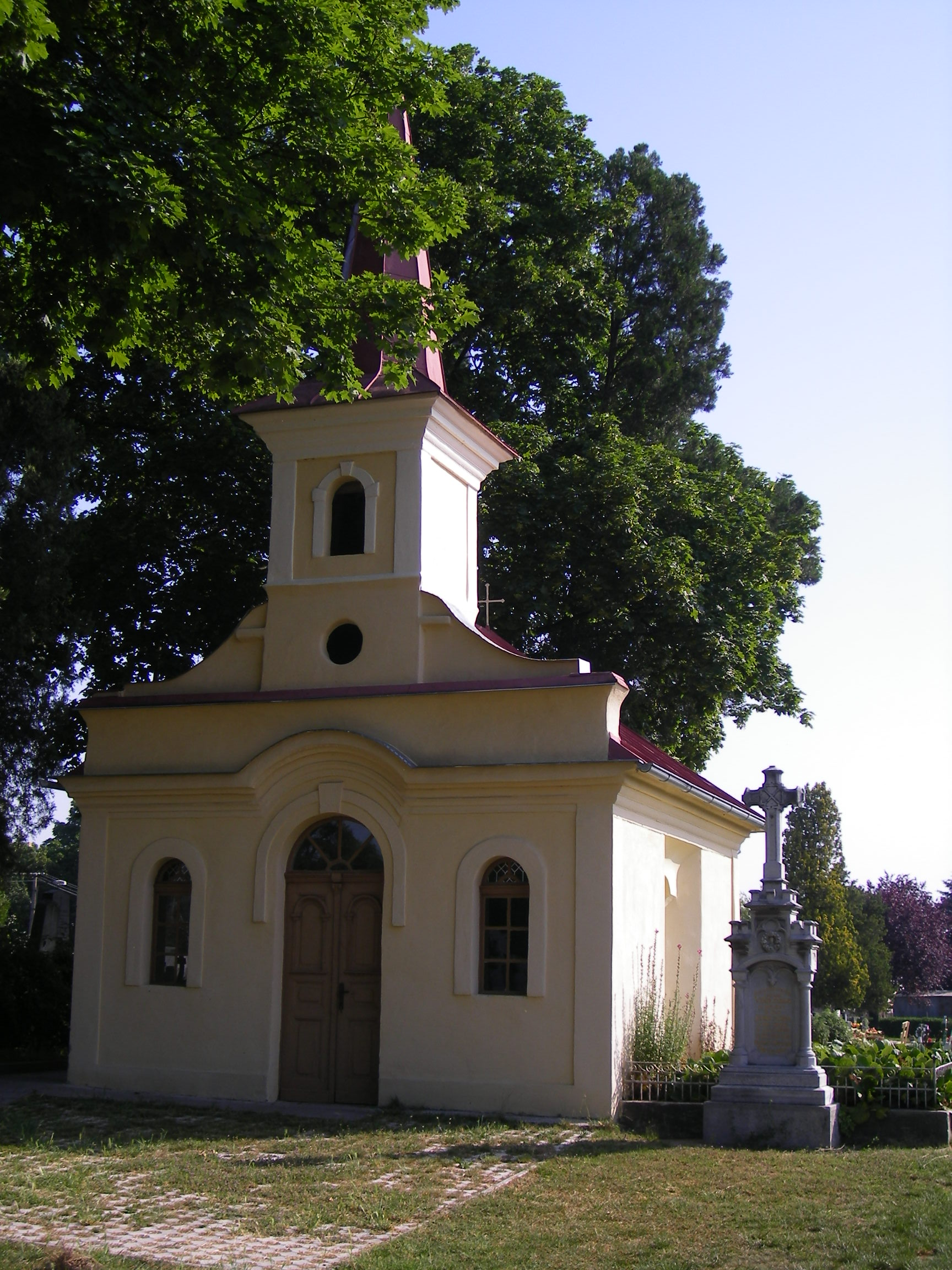
Kápolna a katolikus temetőben
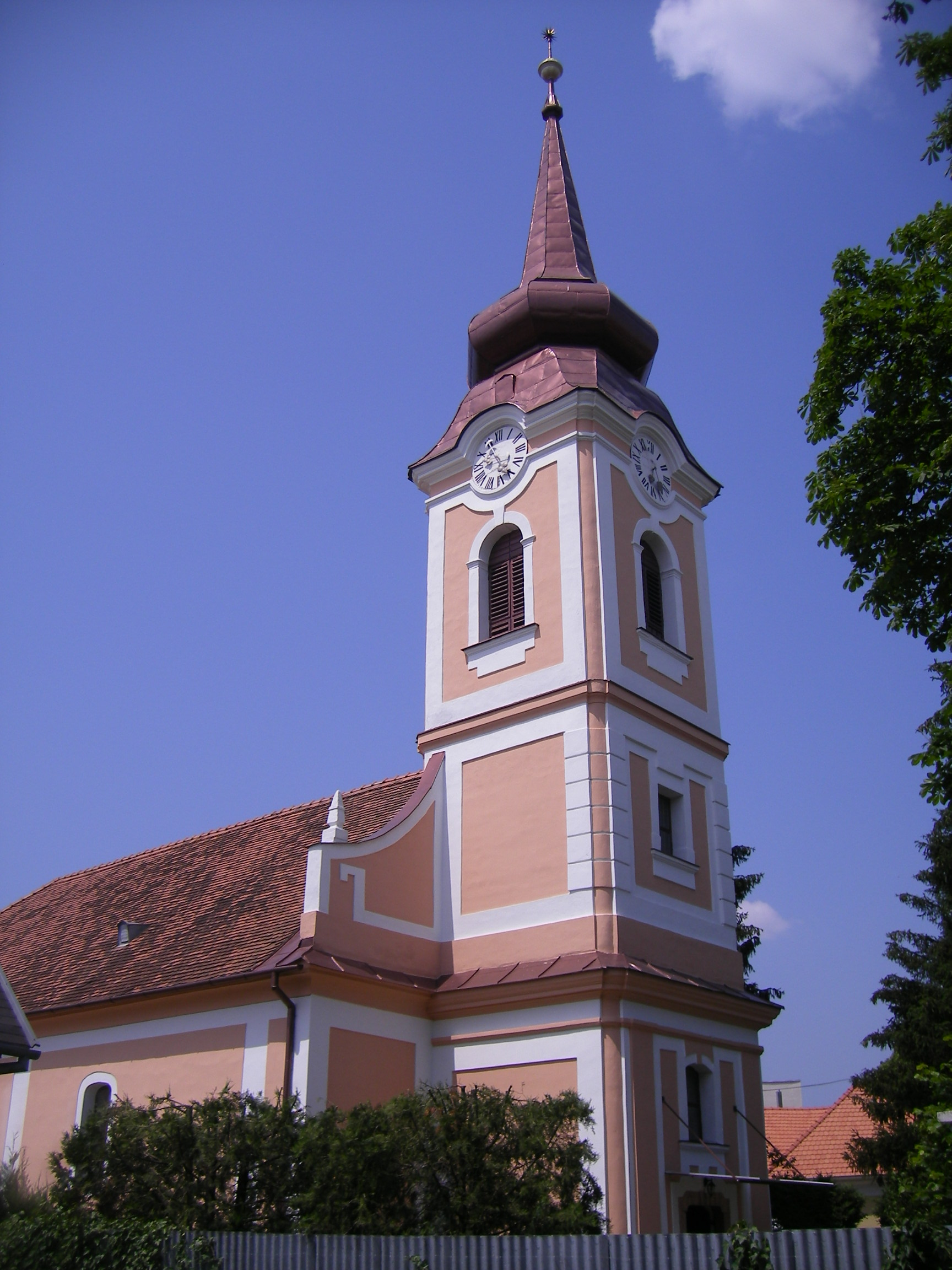
A református templom
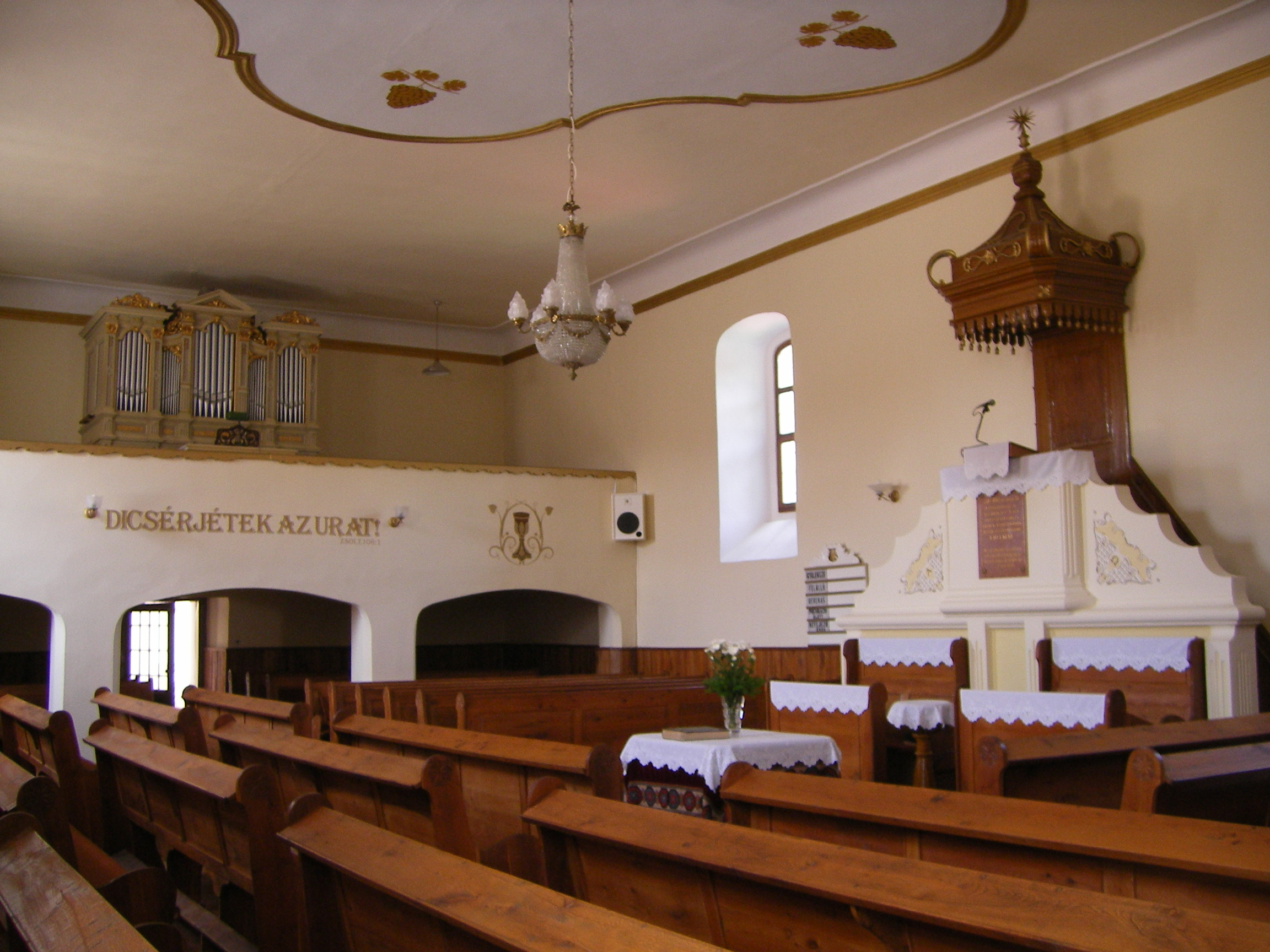
A református templom belseje
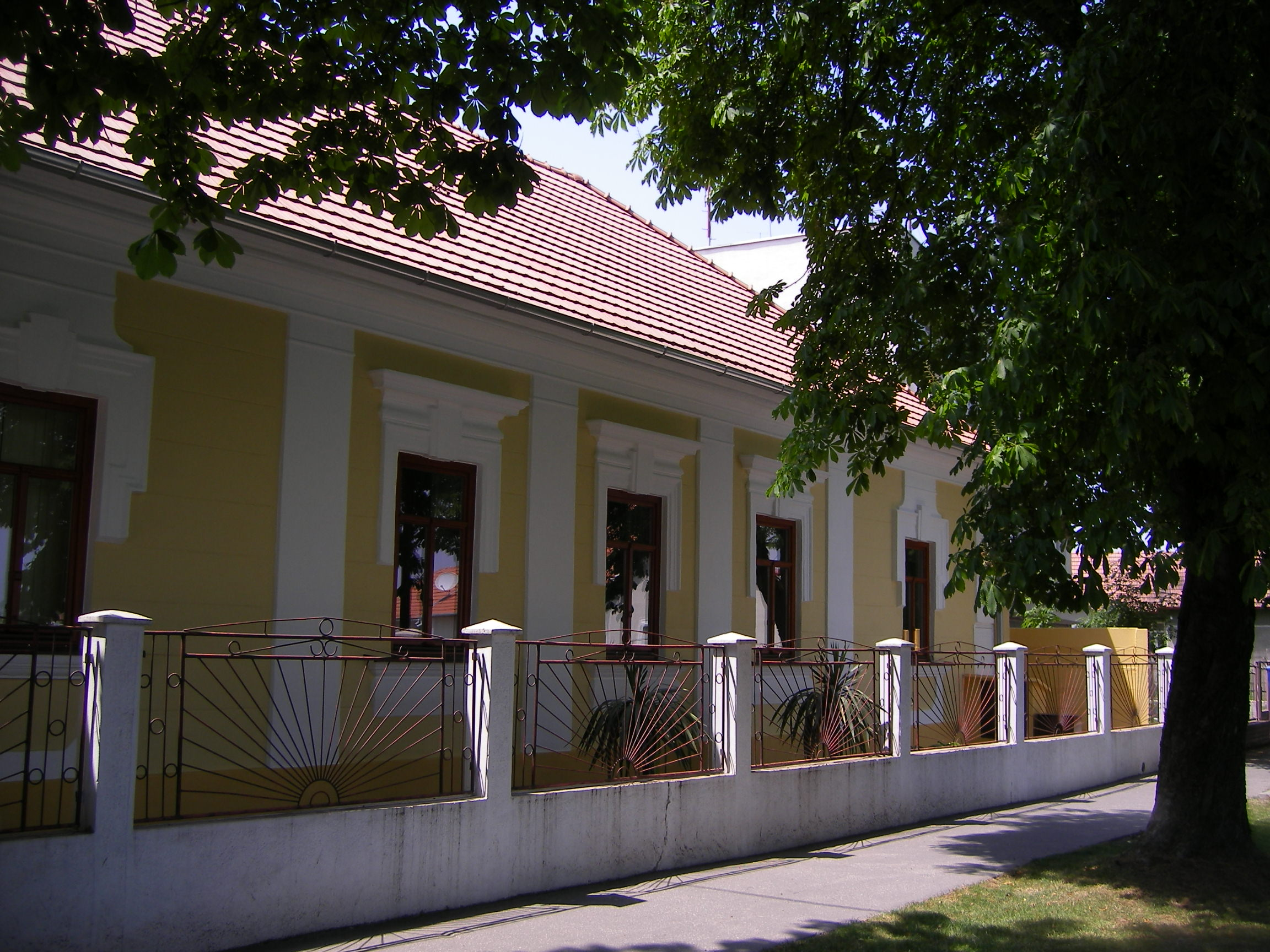
Református lelkészház
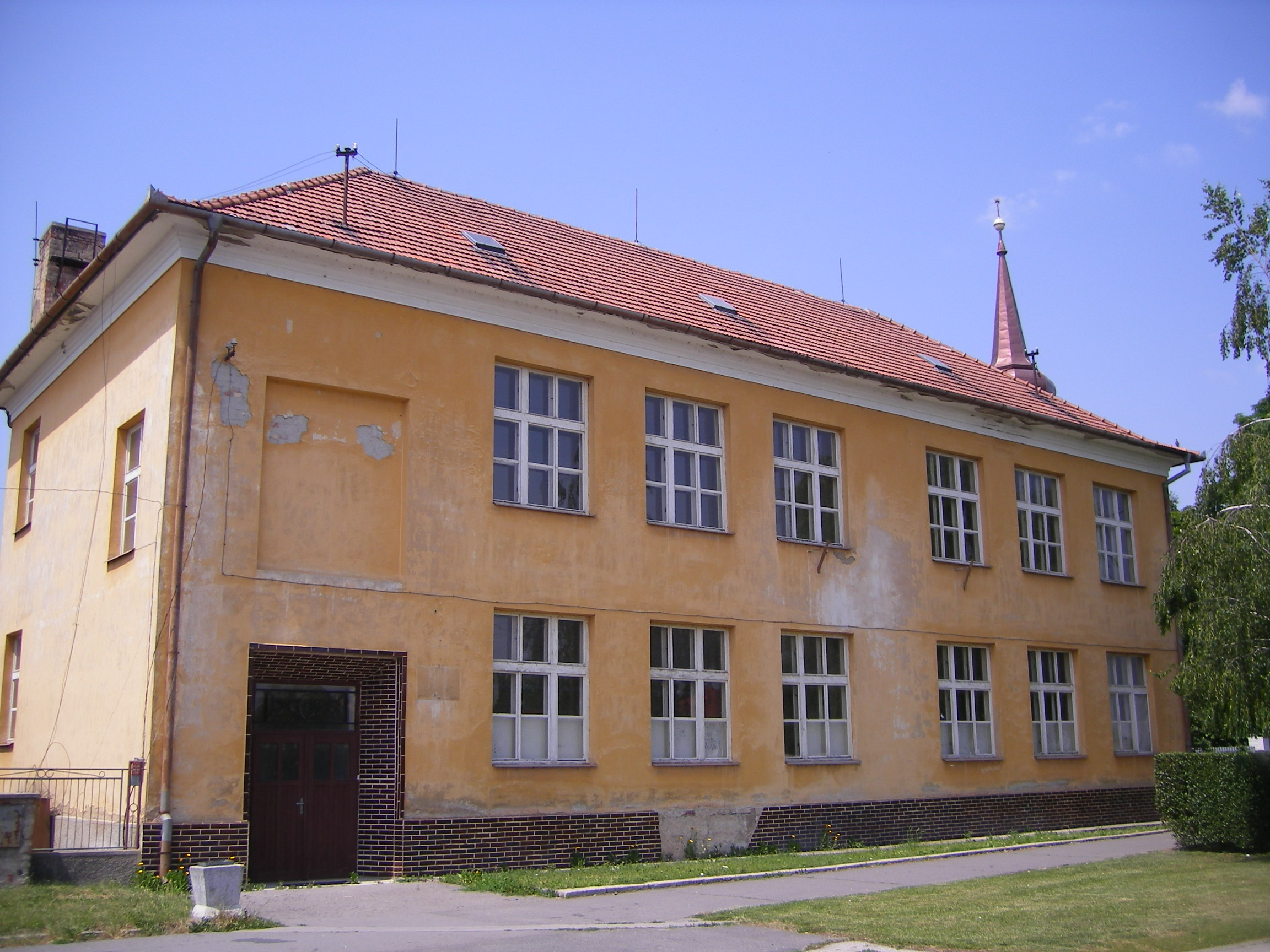
A református iskola
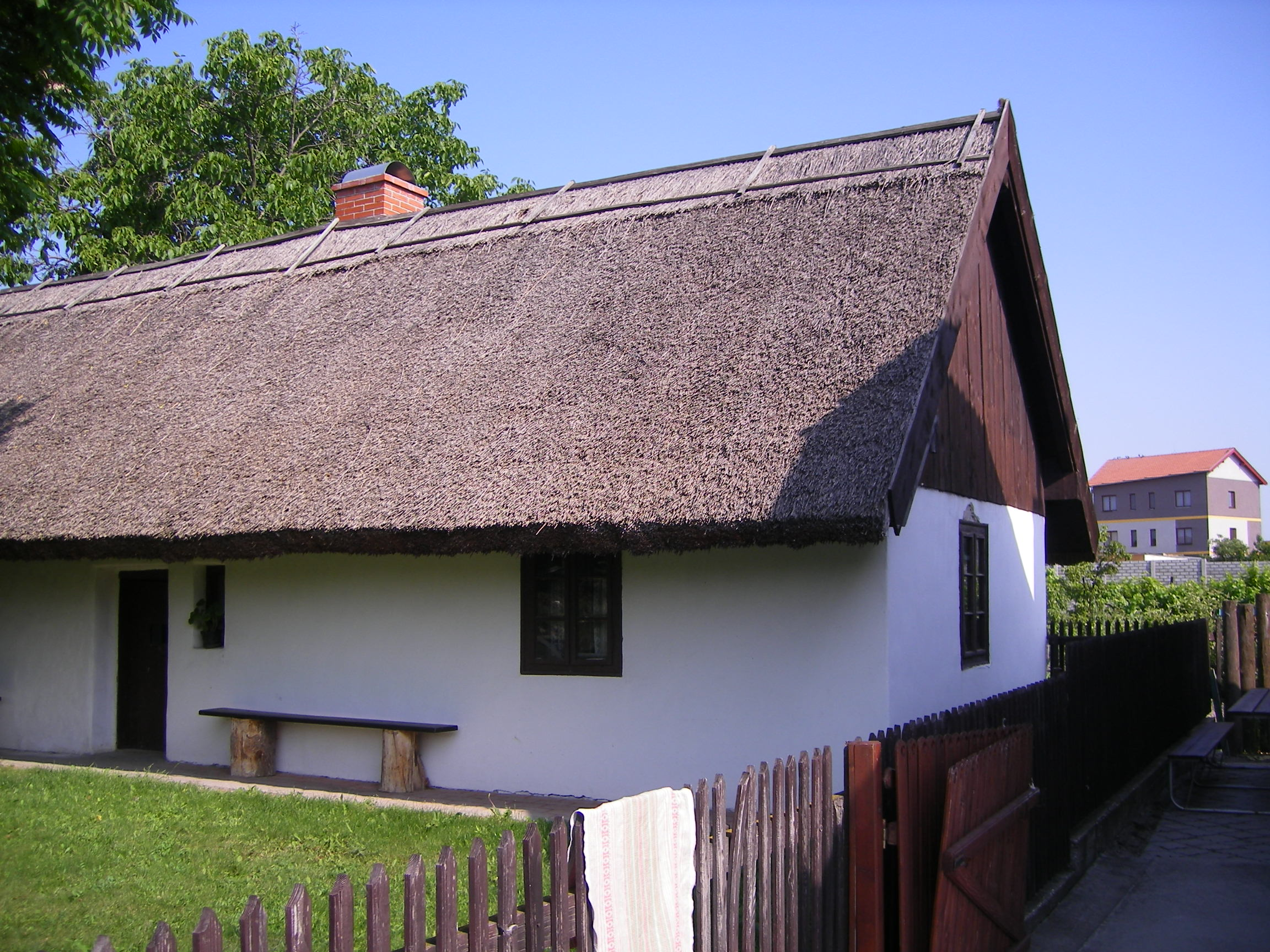
A Tájház
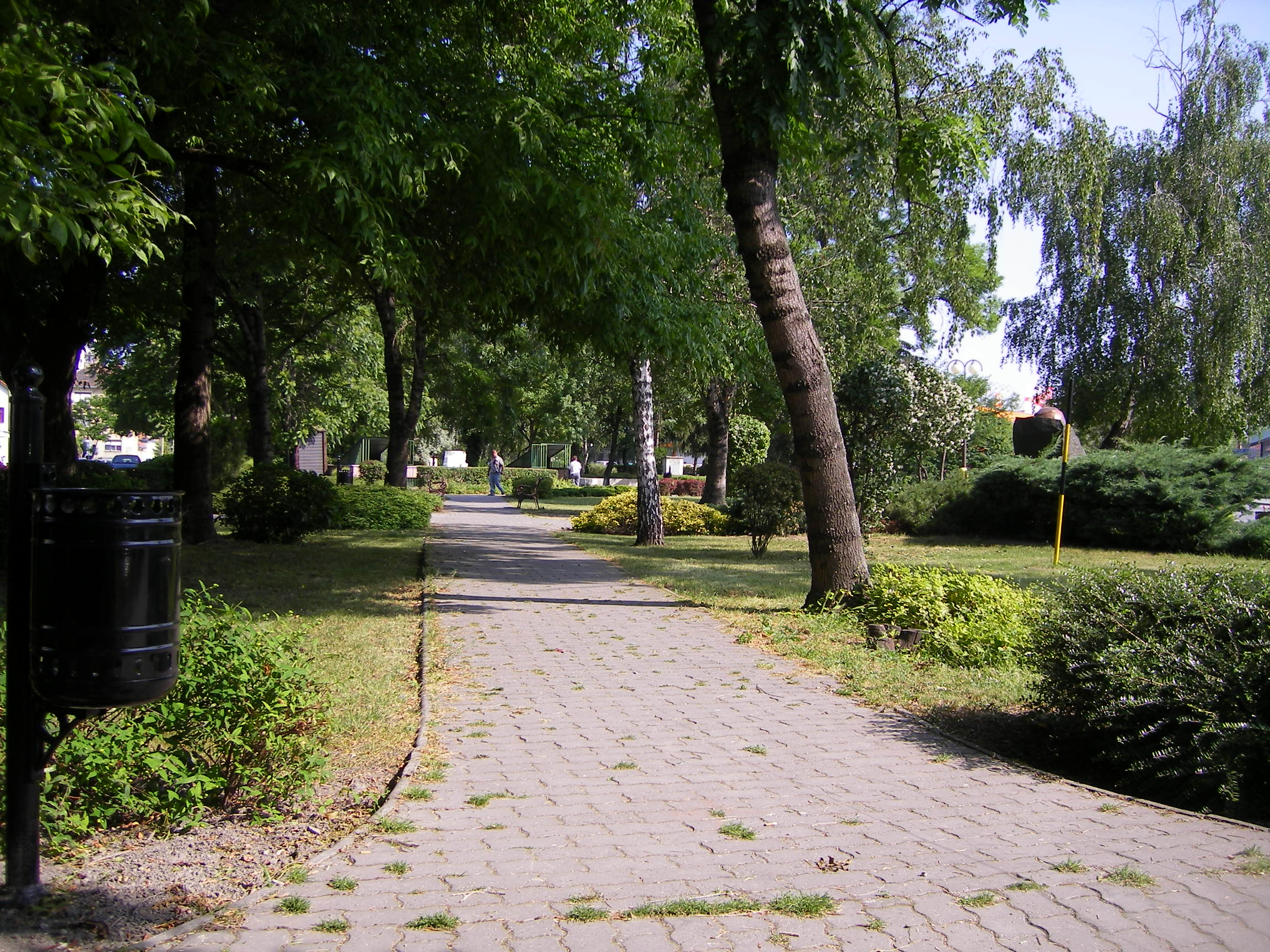
A Bartók Béla tér
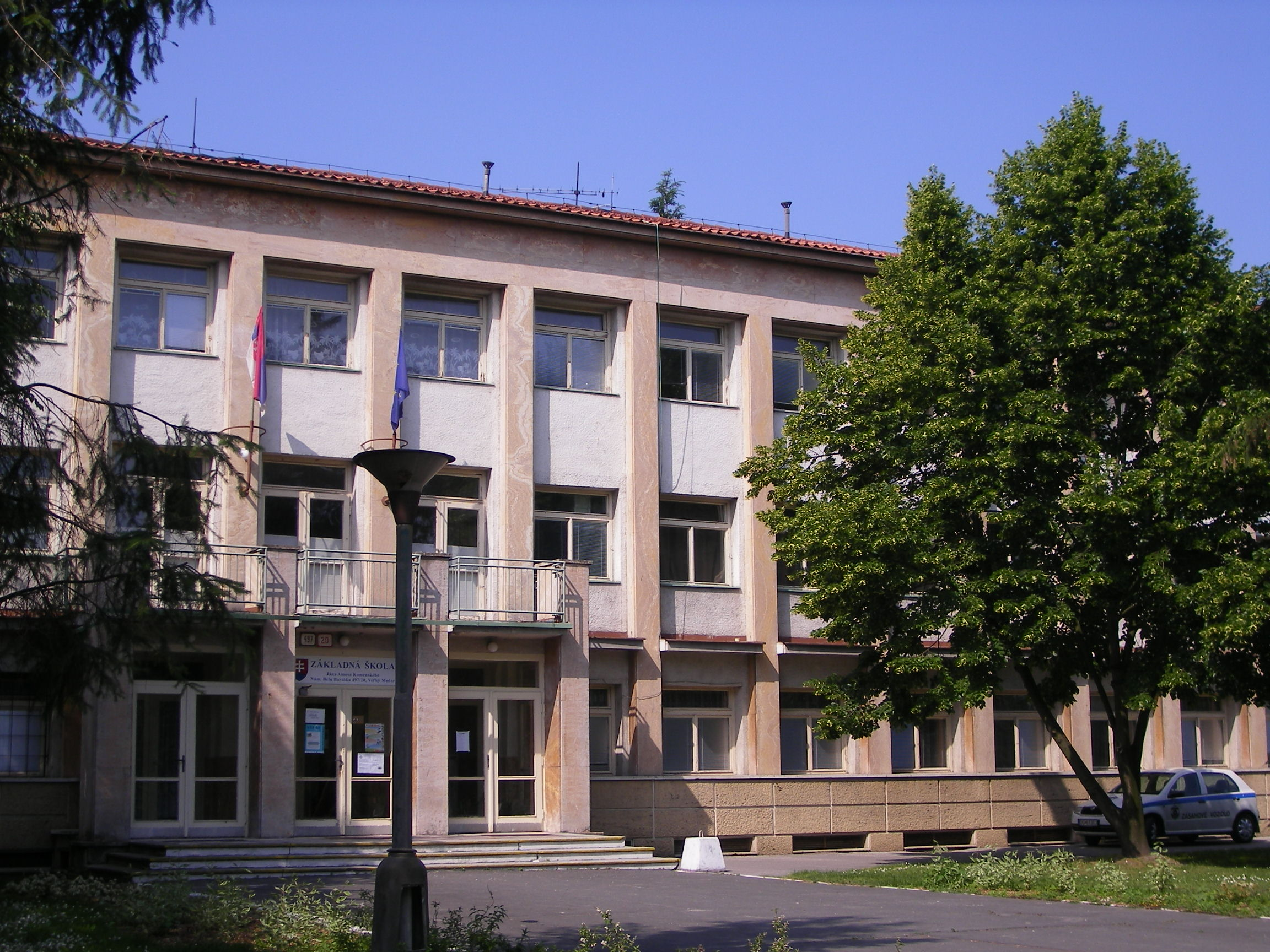
Komenský alapiskola
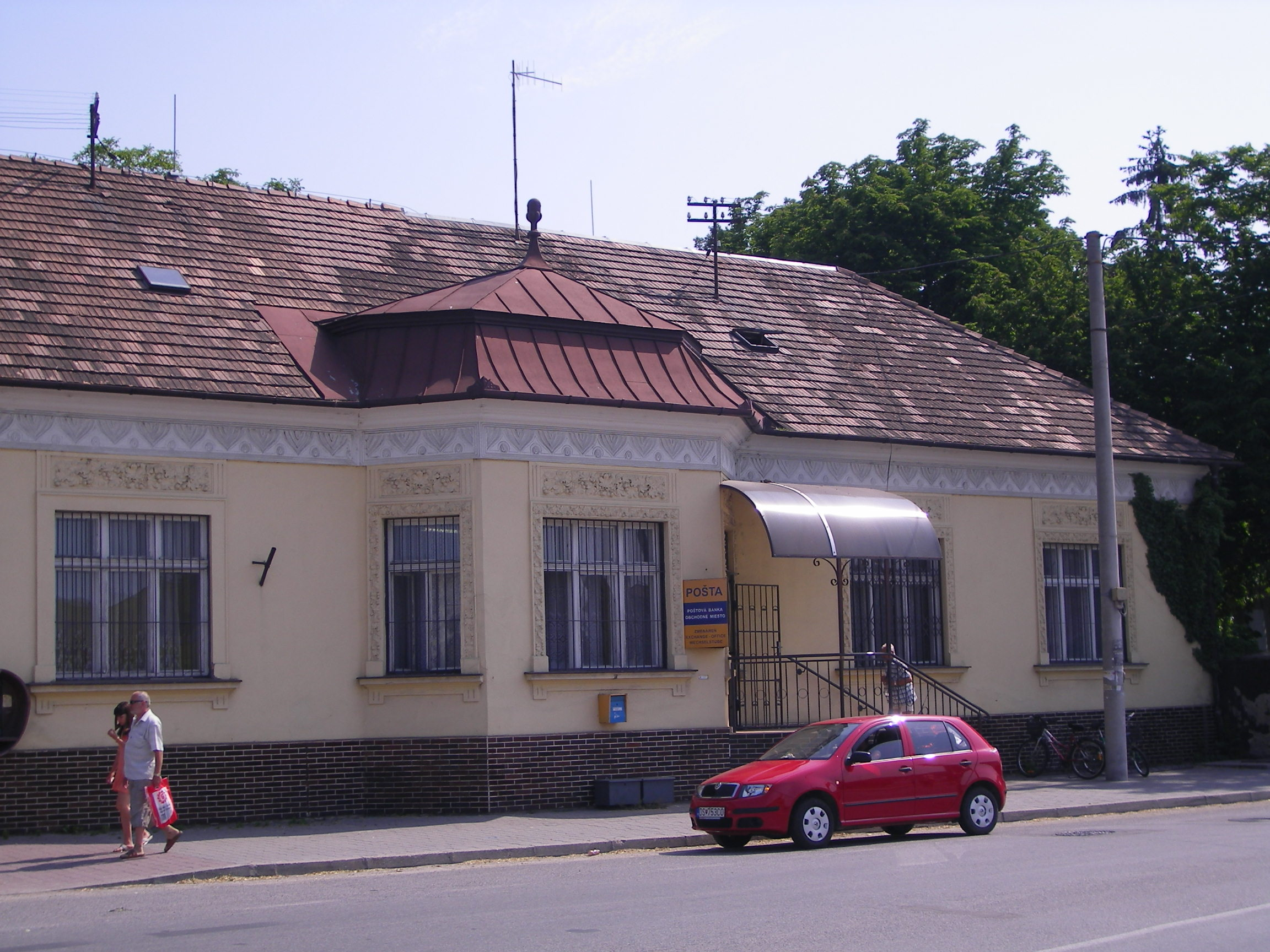
Postahivatal
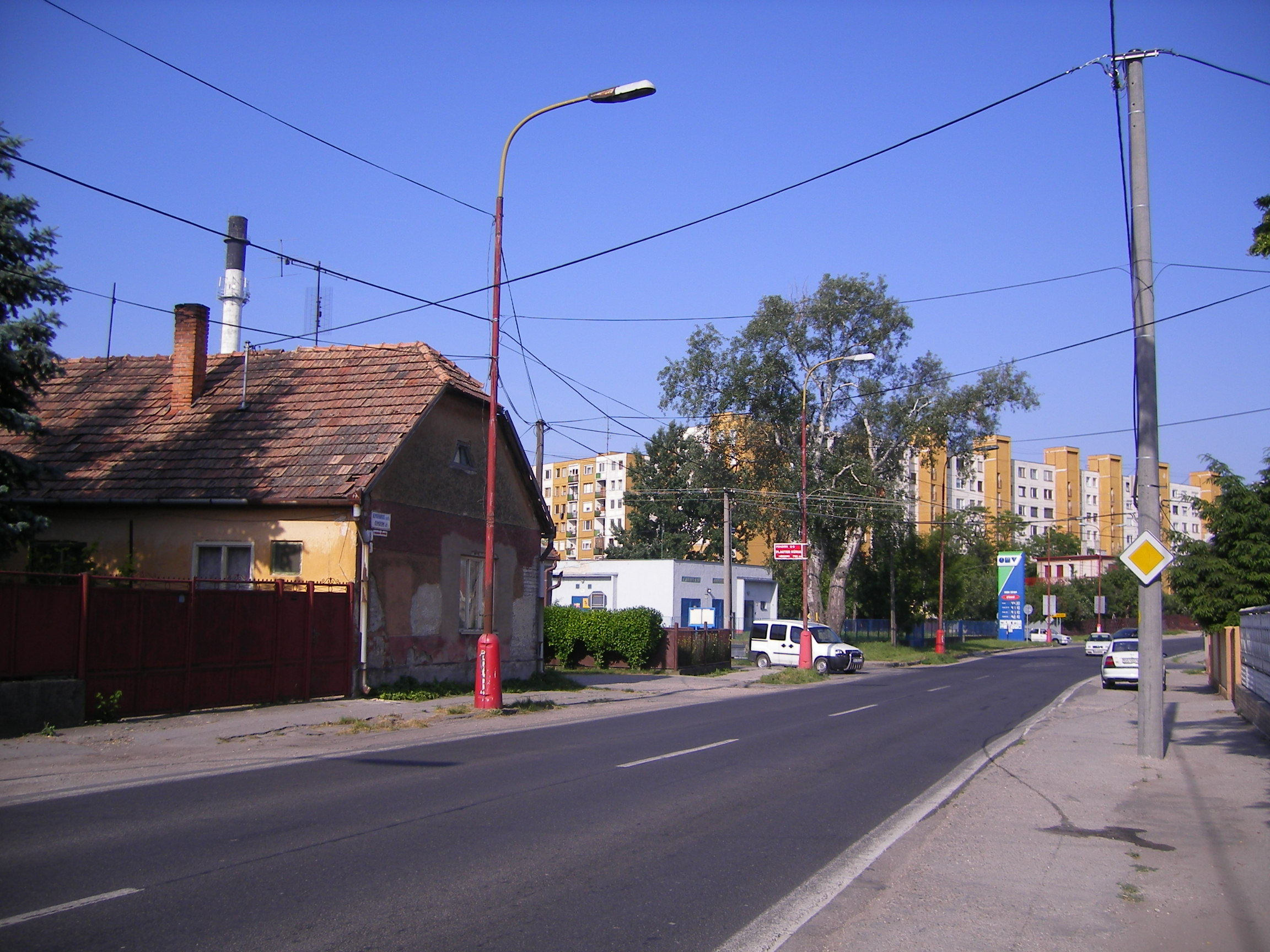
Komáromi utca
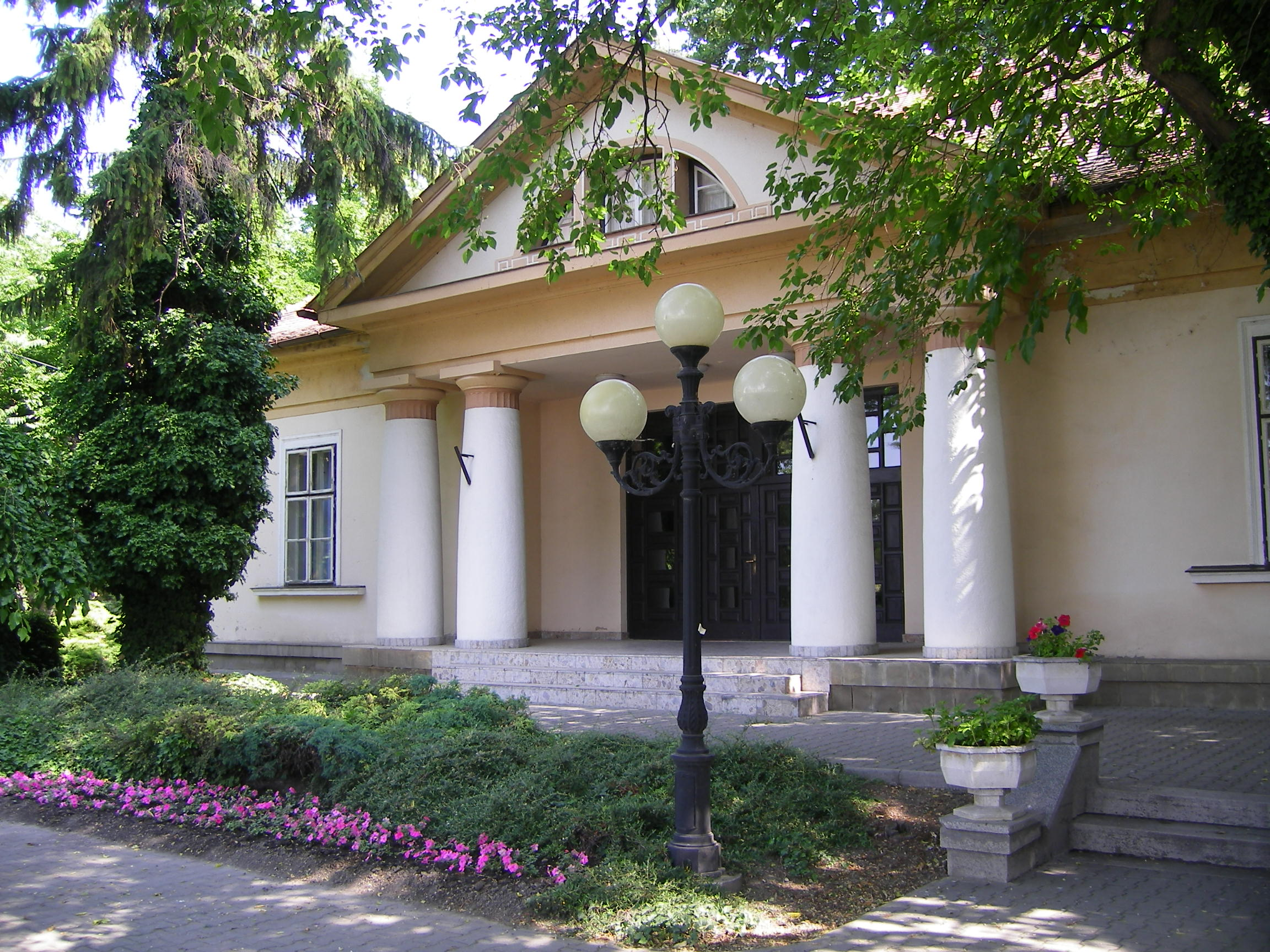
Kálnoky-kúria
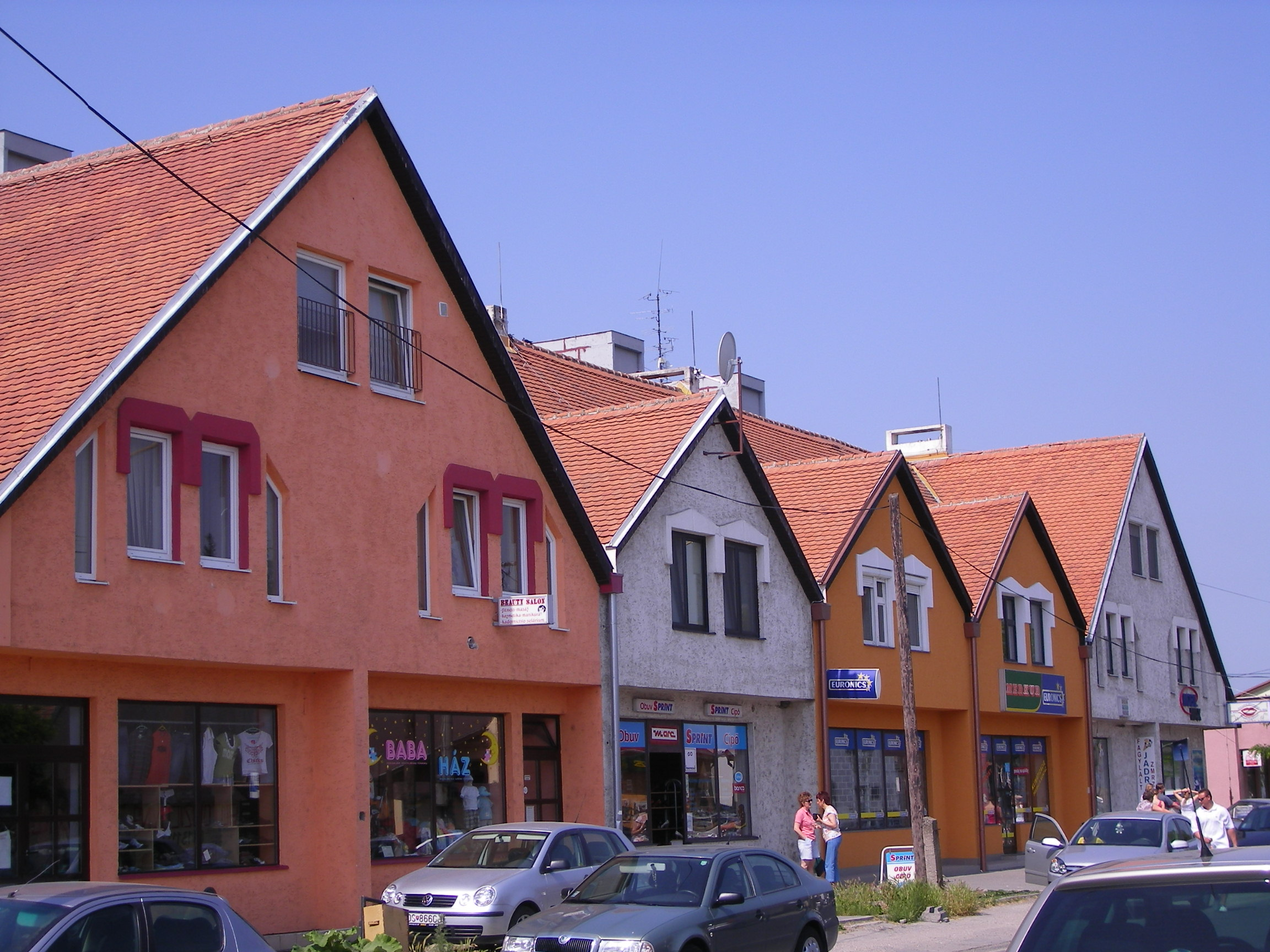
Üzletsor a Komáromi utcában
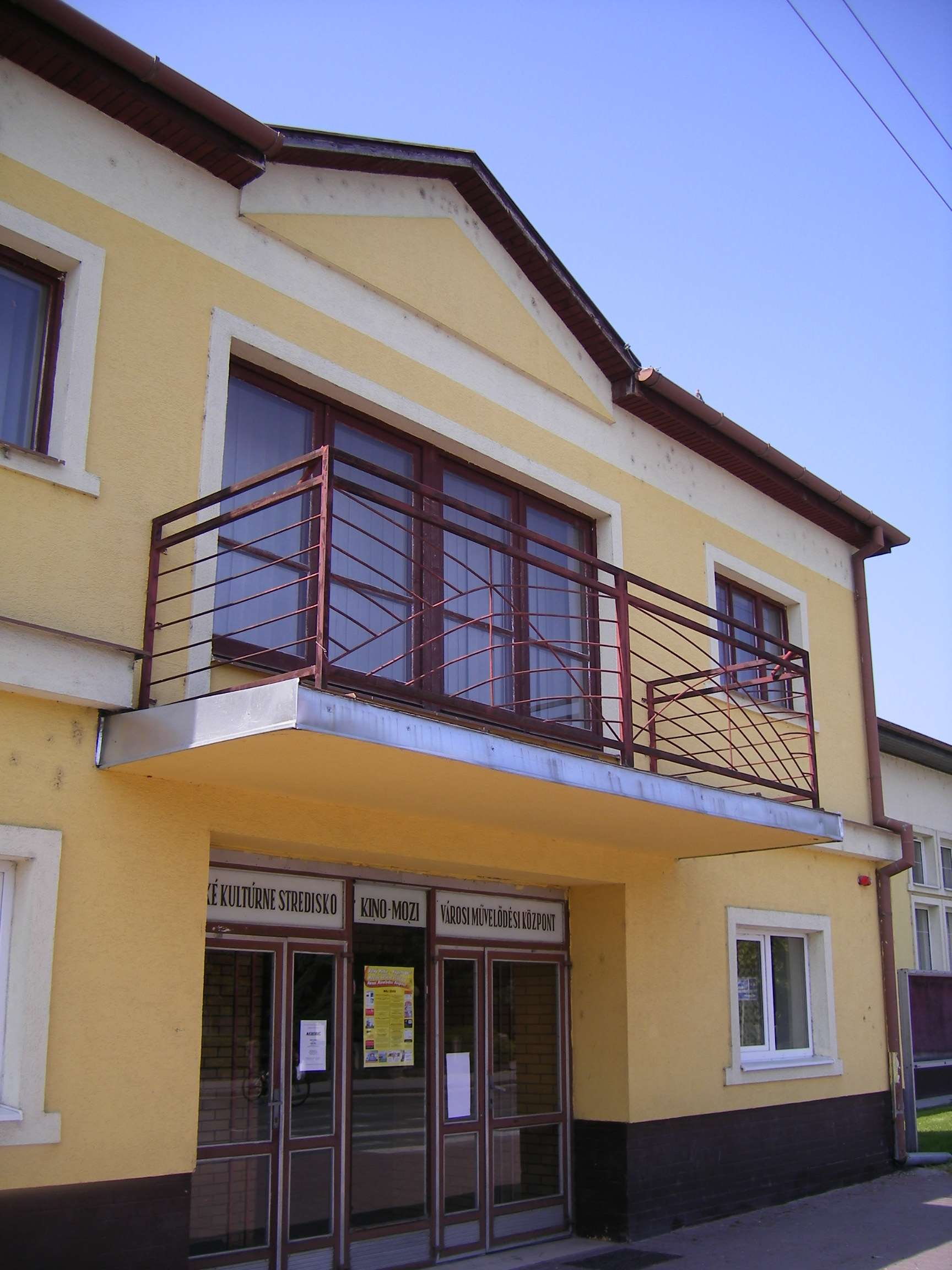
Művelődési központ
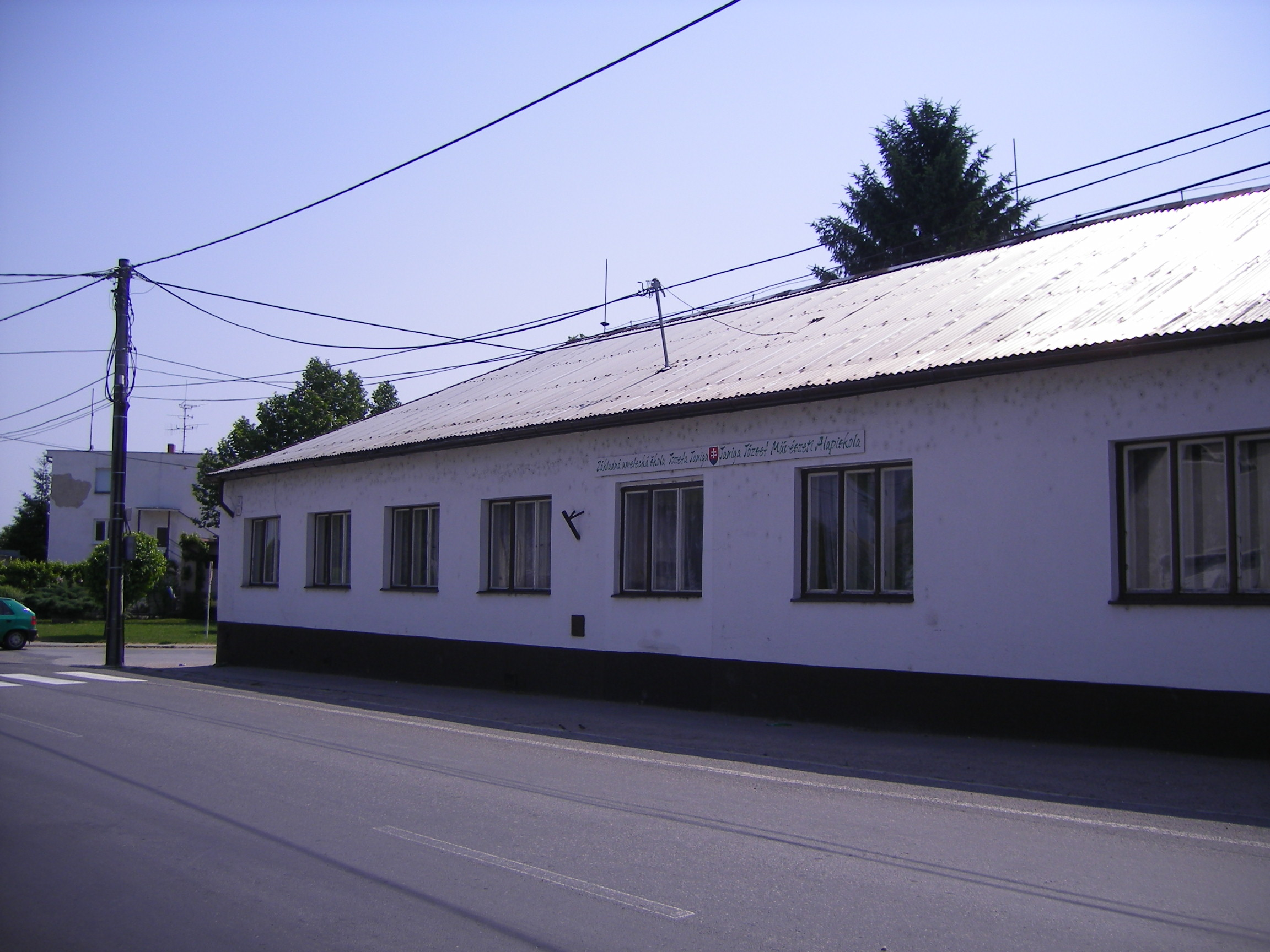
Művészeti alapiskola
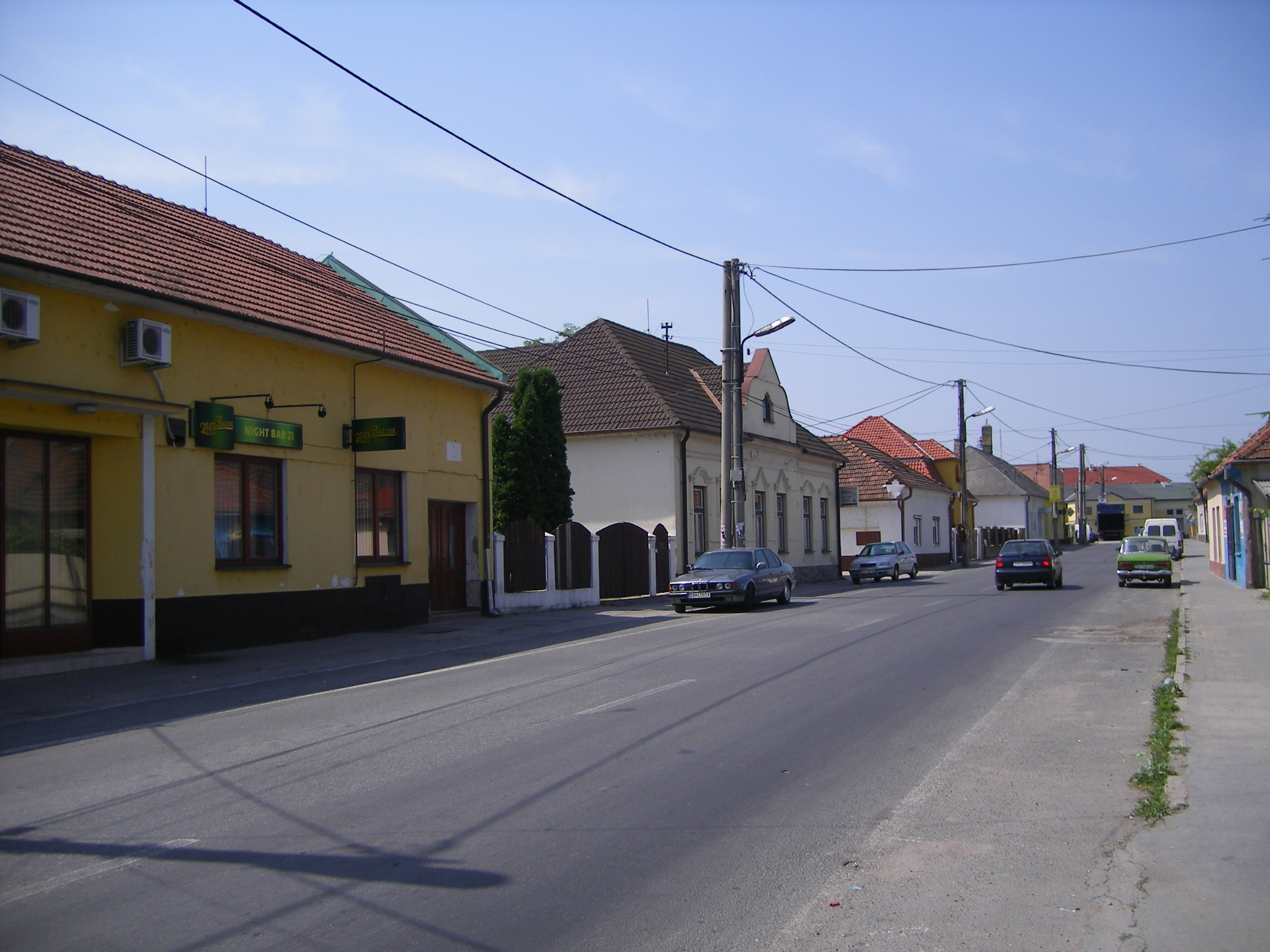
Vasút utca
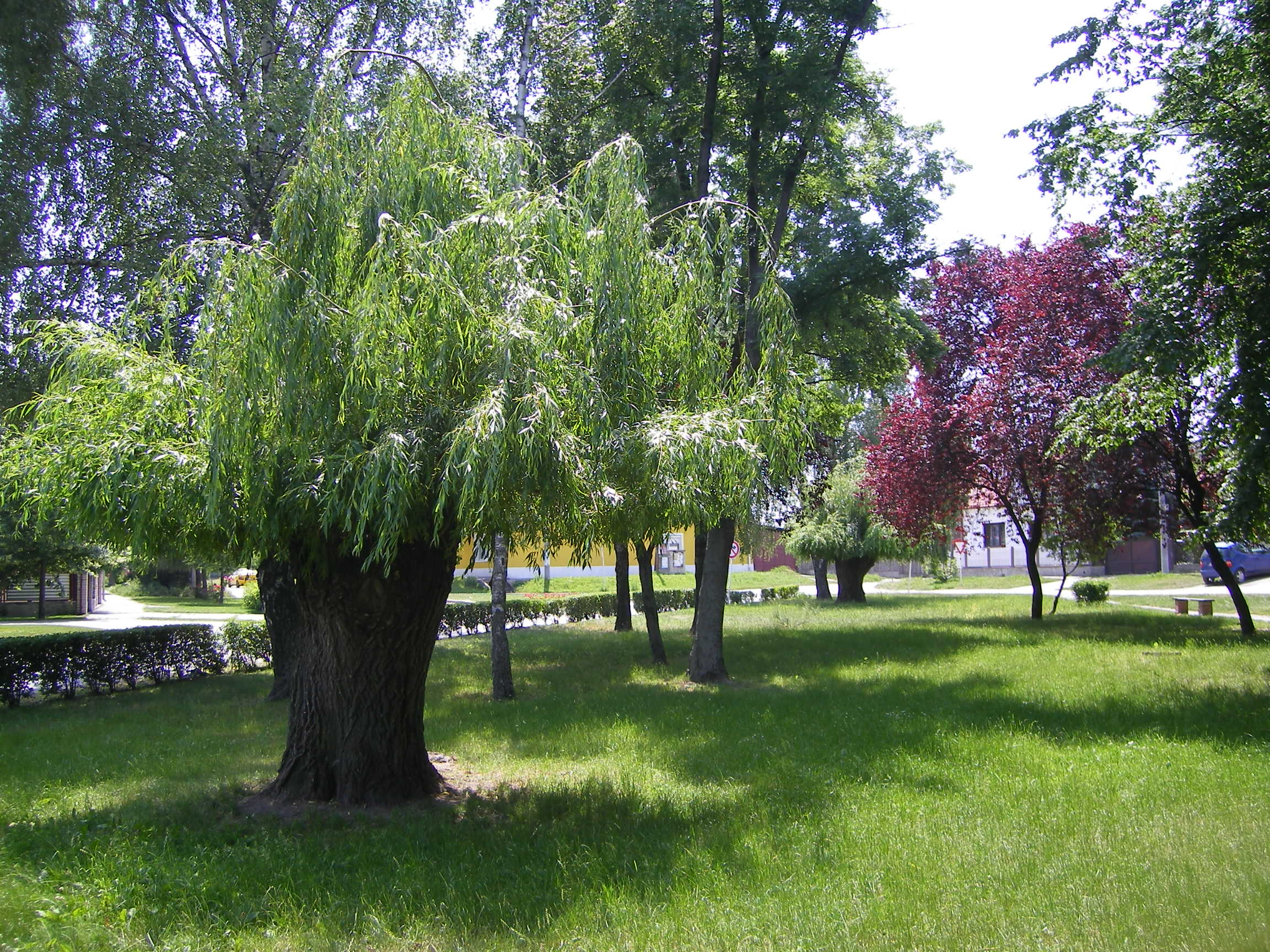
Hősök tere
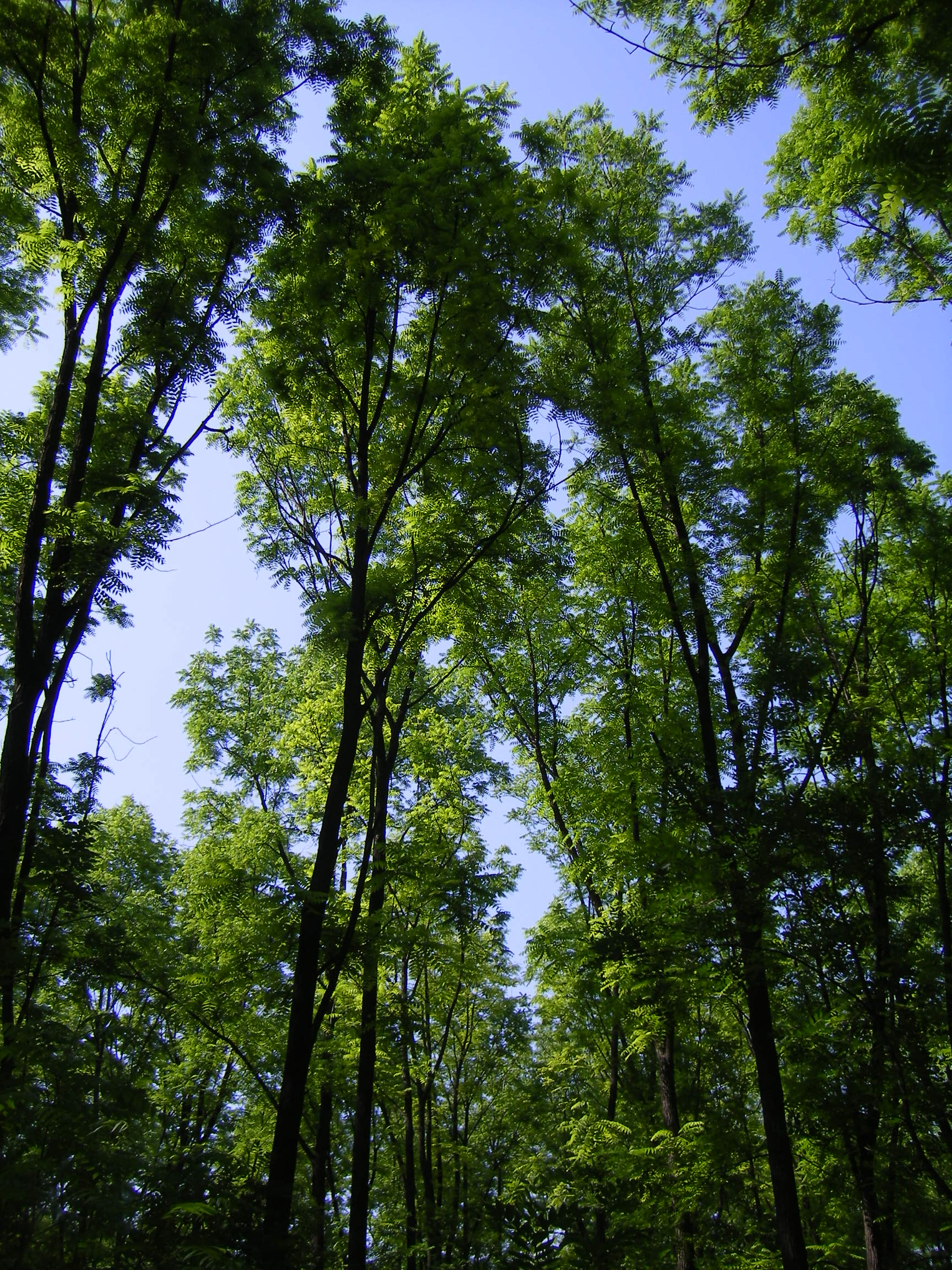
A Nagymegyeri-erdő
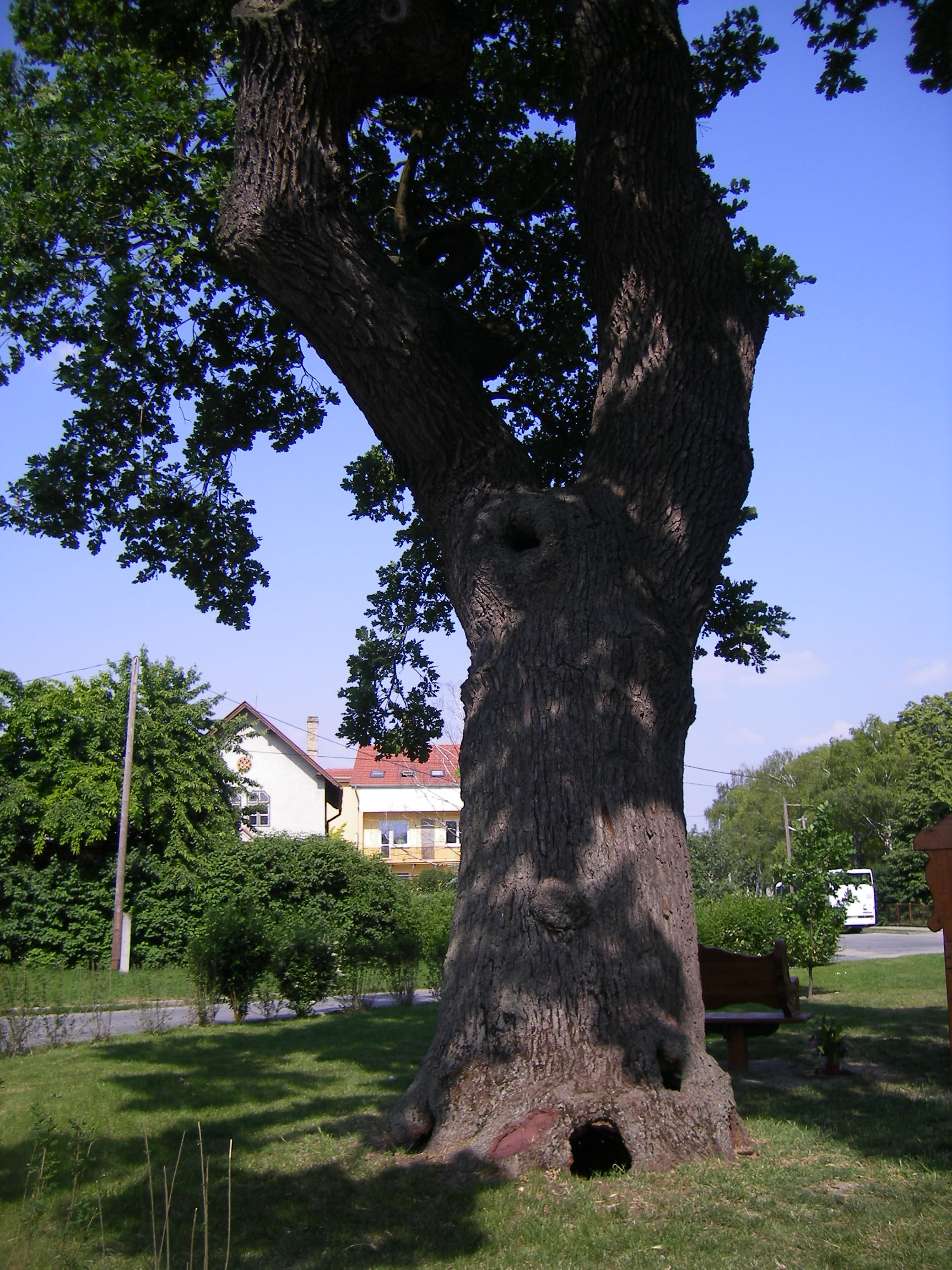
Mátyásfa
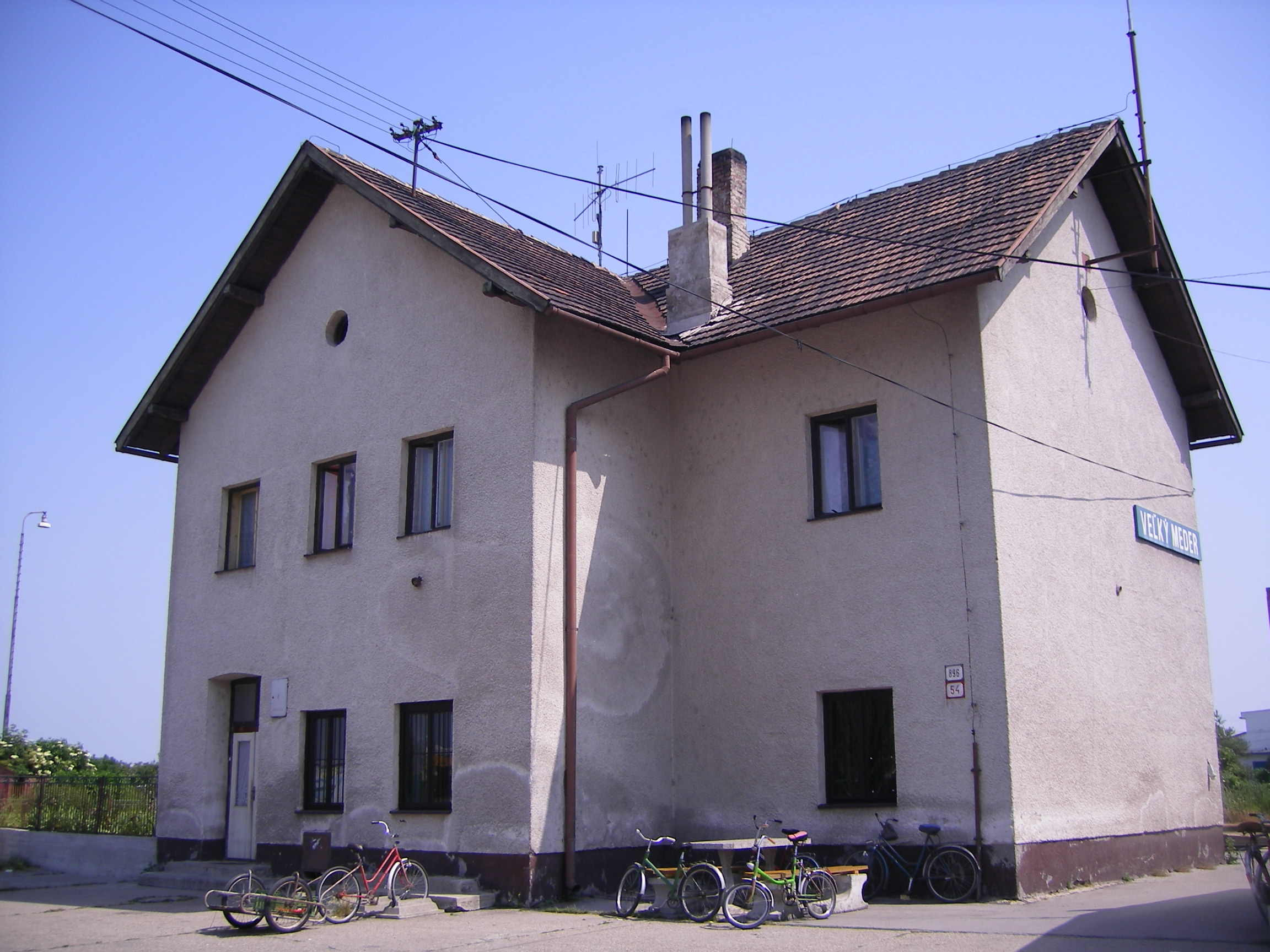
A vasútállomás
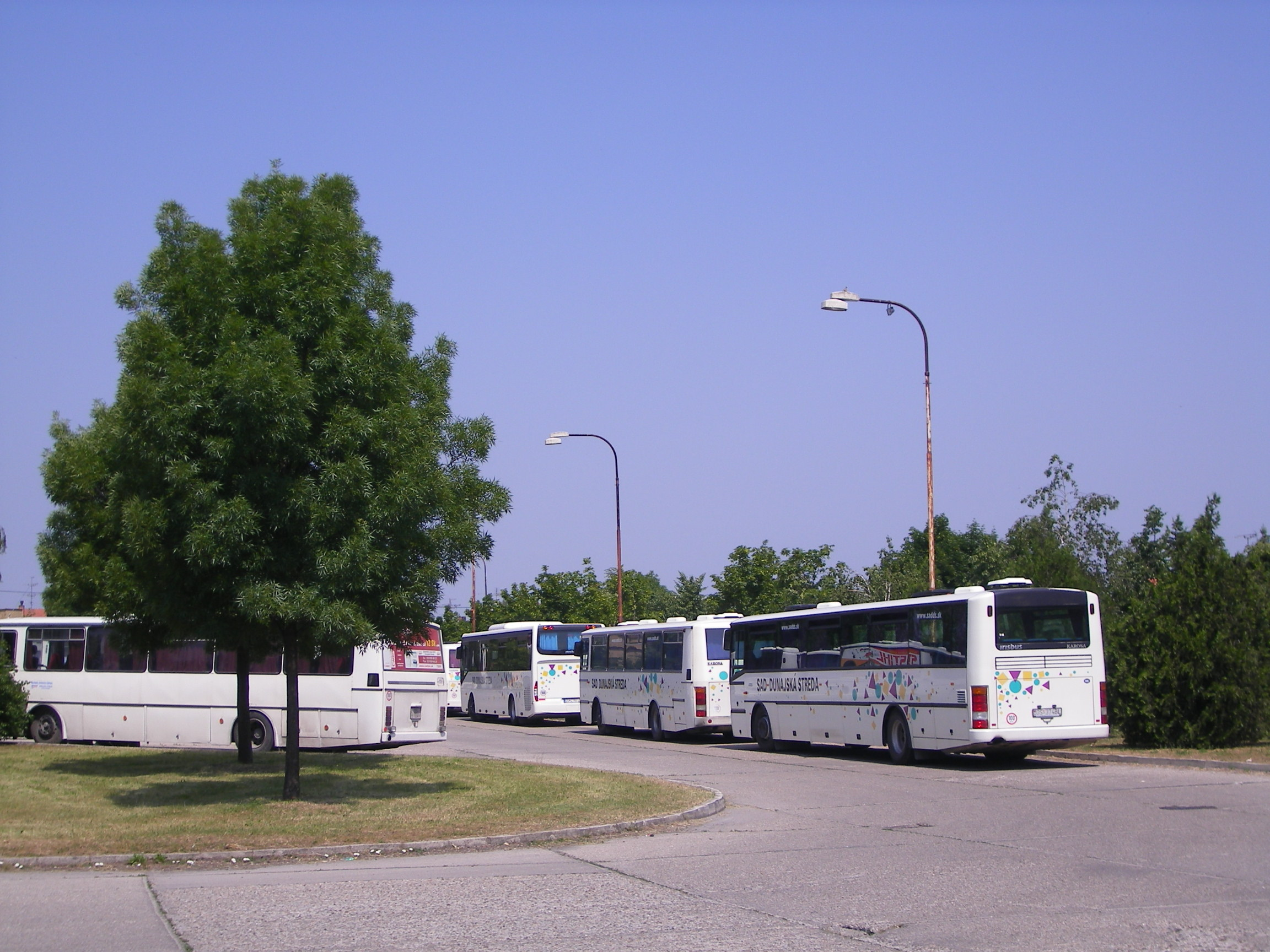
A buszpályaudvar
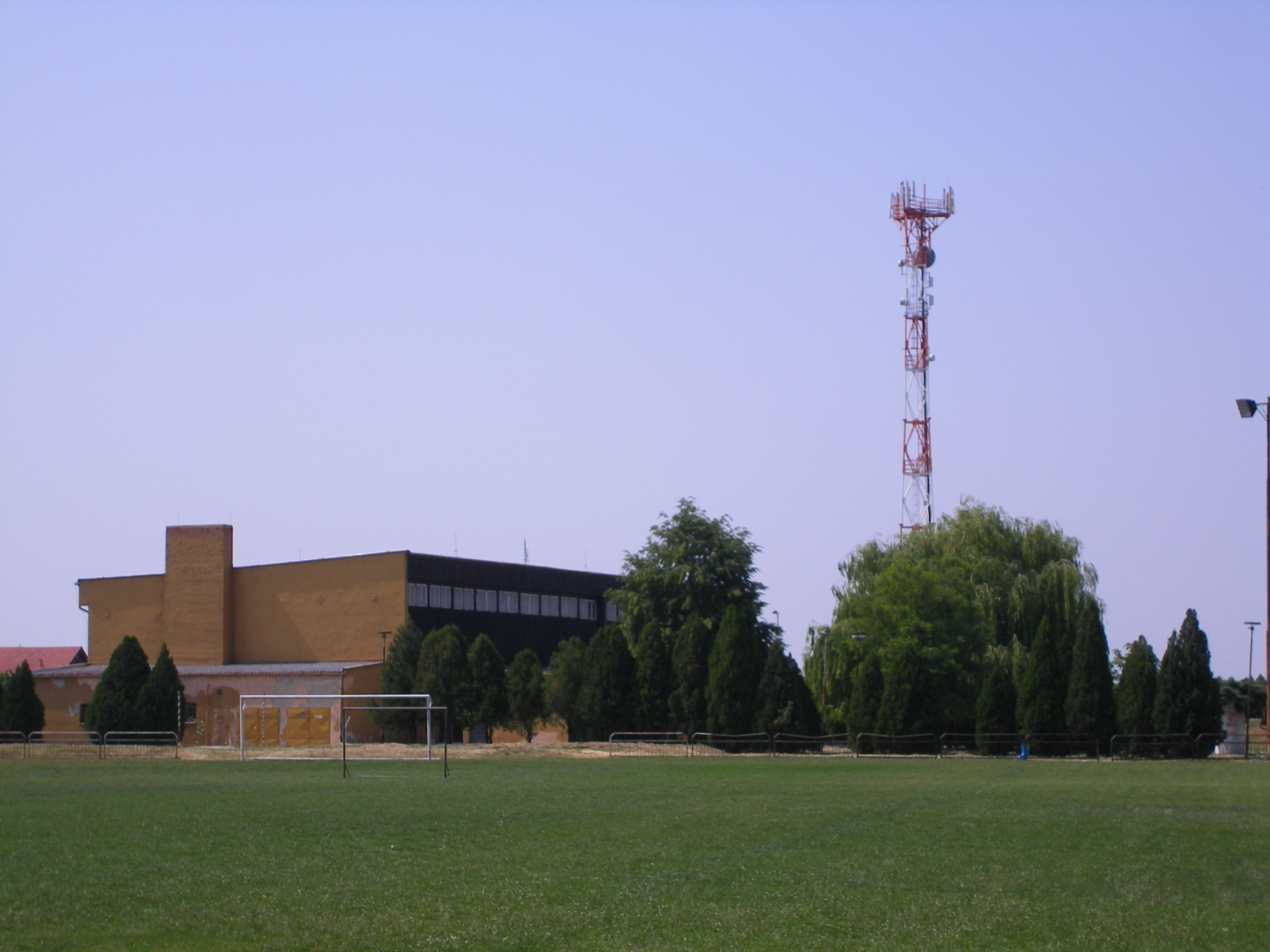
A futballstadion
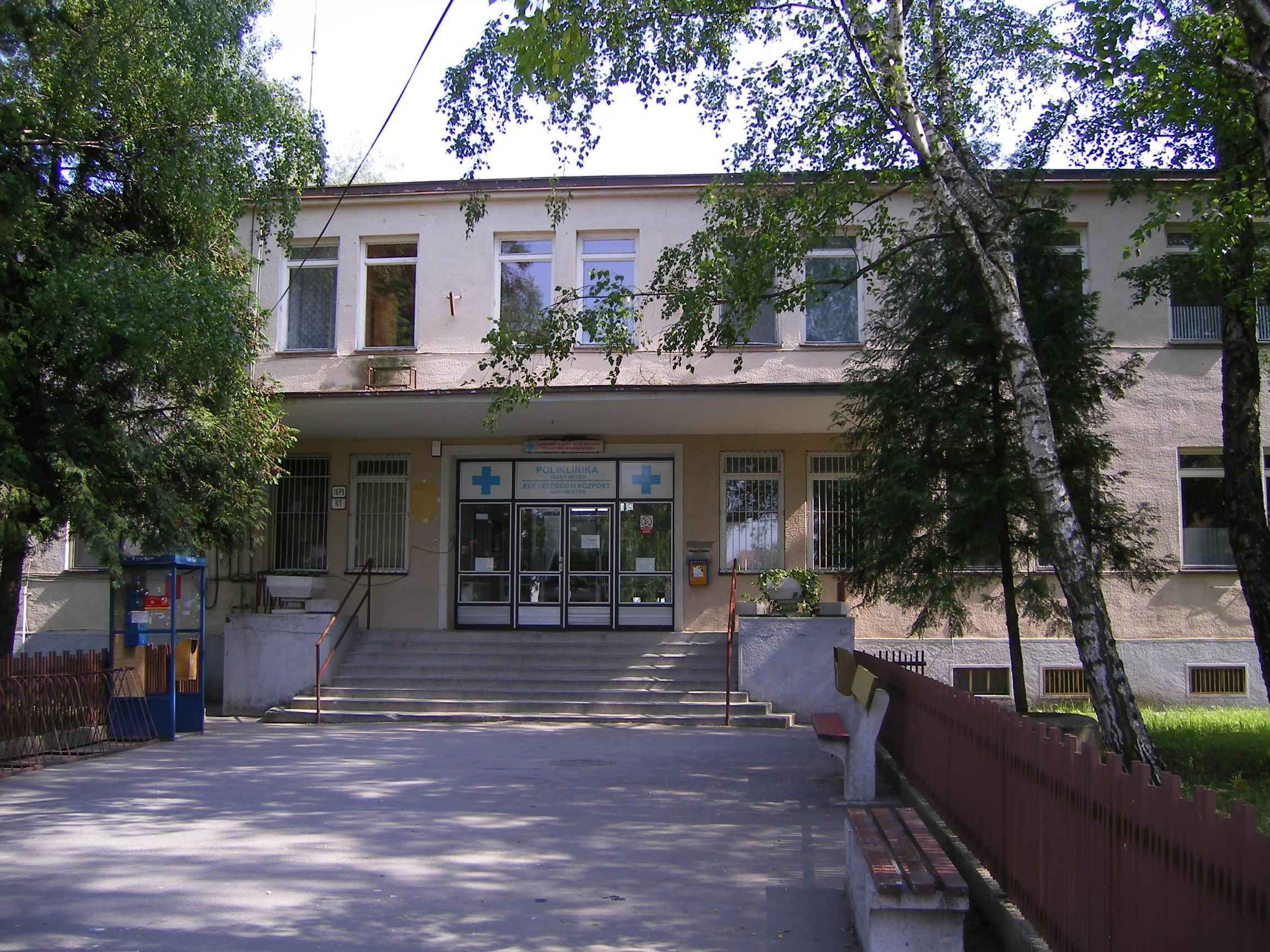
Egészségügyi központ
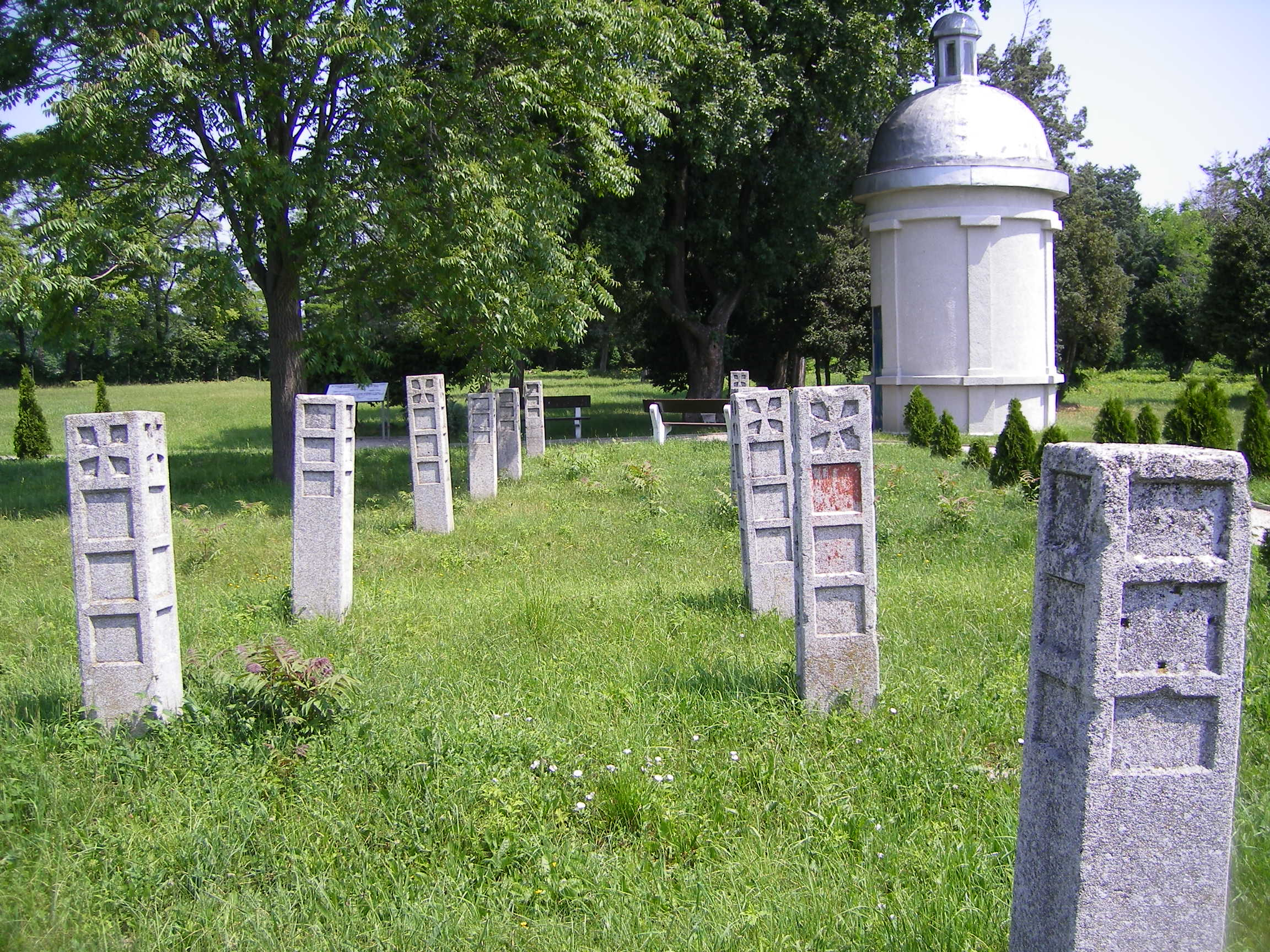
Szerb katonai temető

### Szobrok, emlékművek

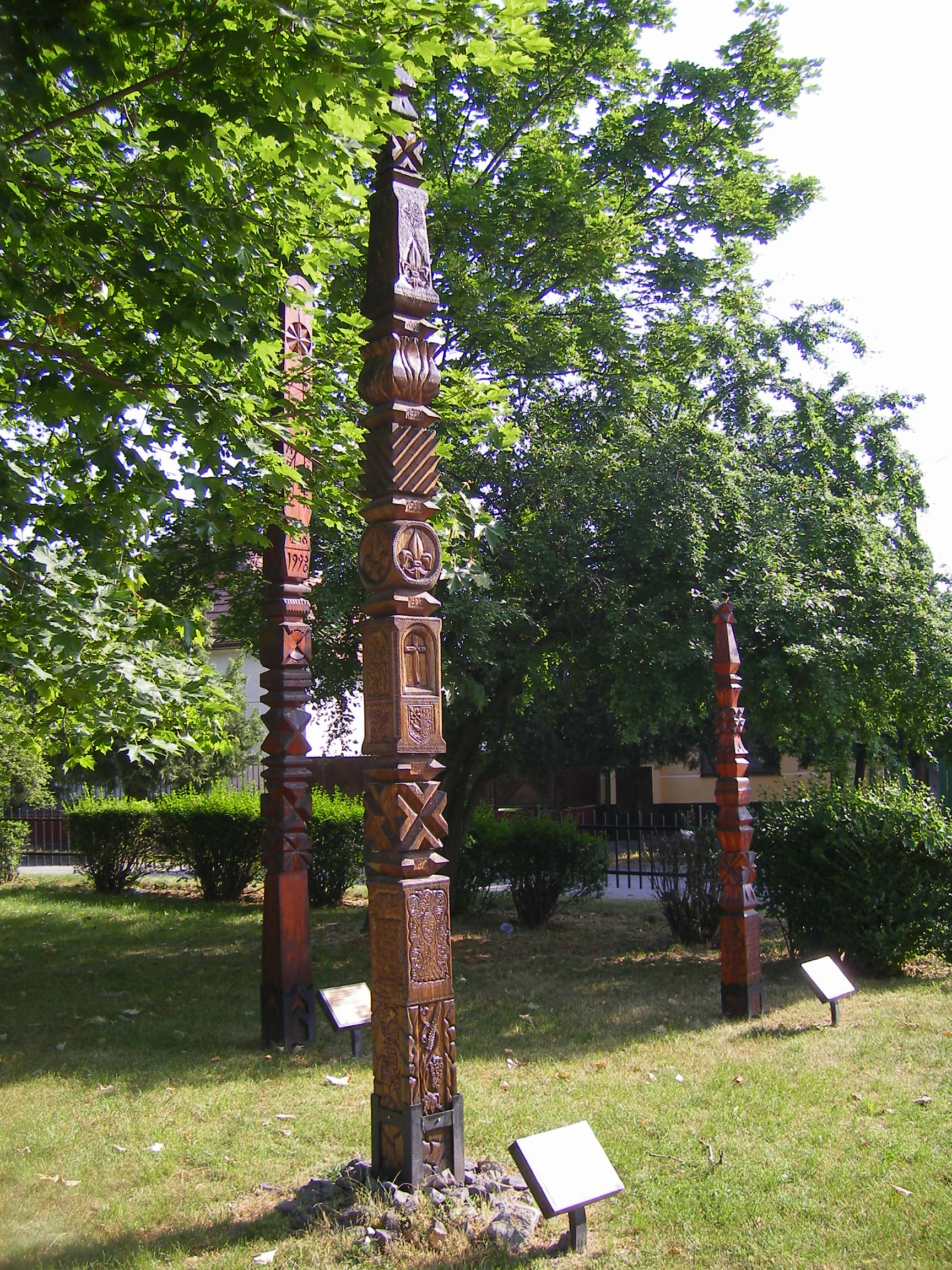
Kopjafa-park
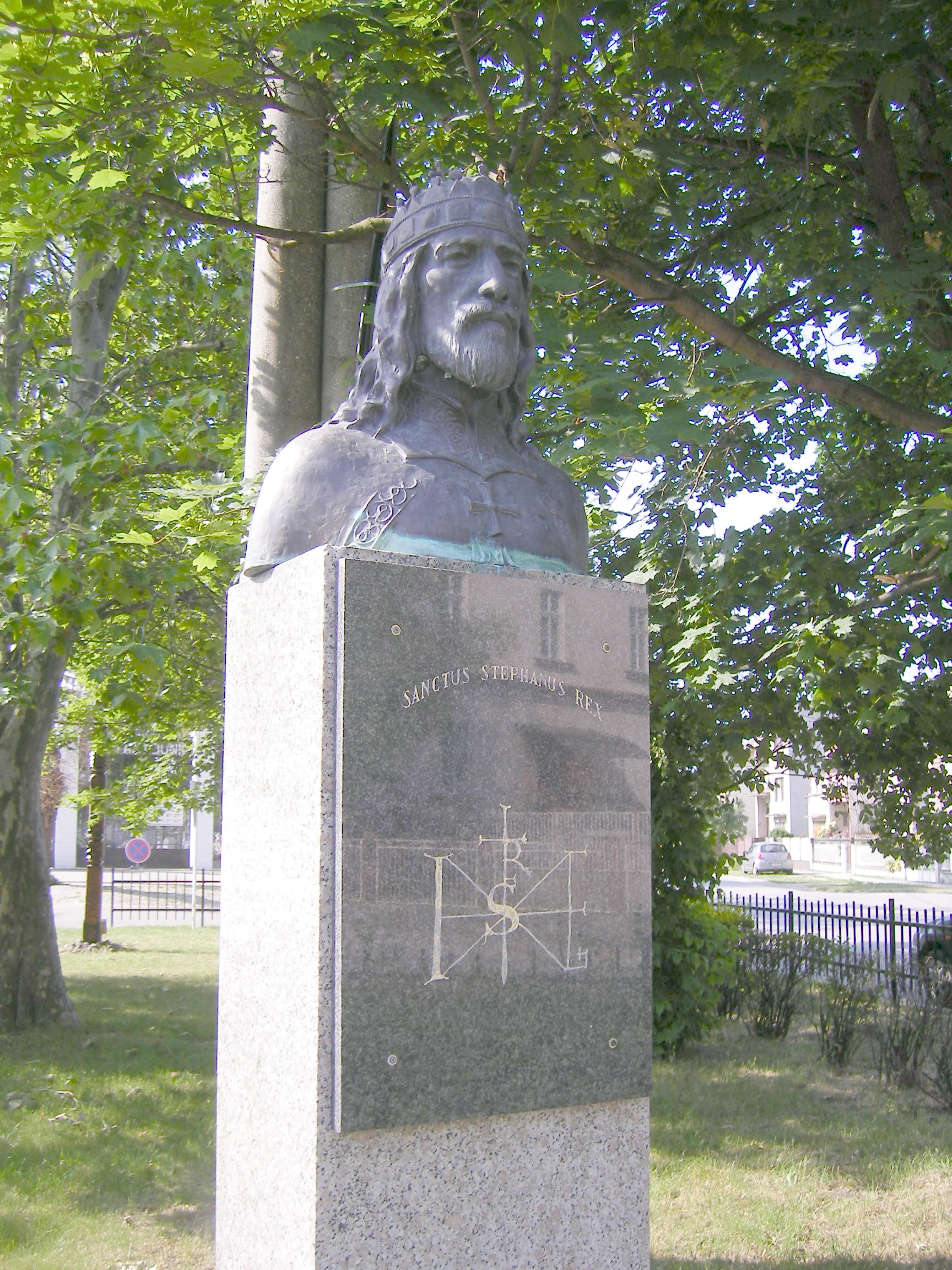
Szent István király mellszobra
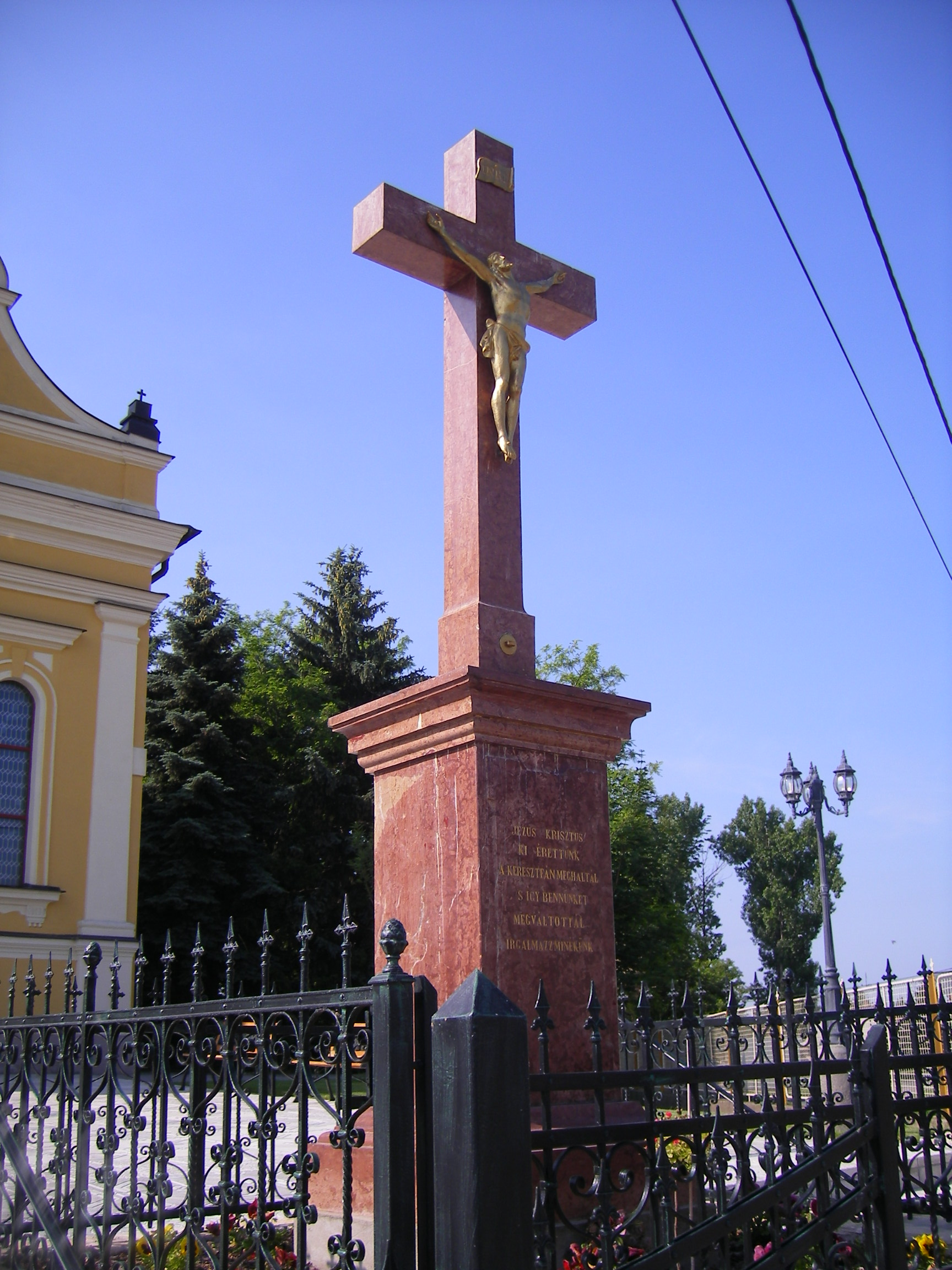
A katolikus templom előtti feszület
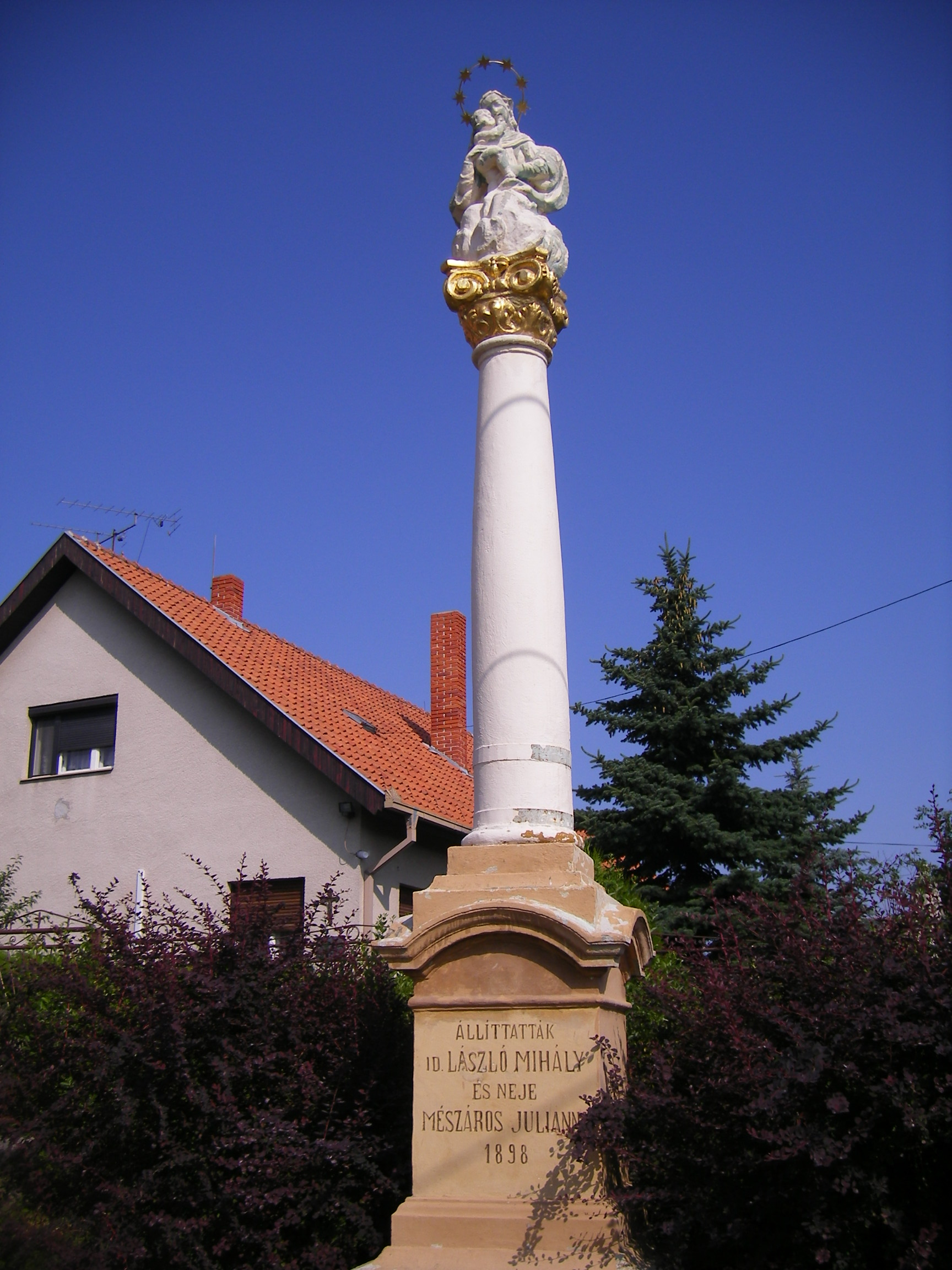
Magyarok Nagyasszonya-szobor
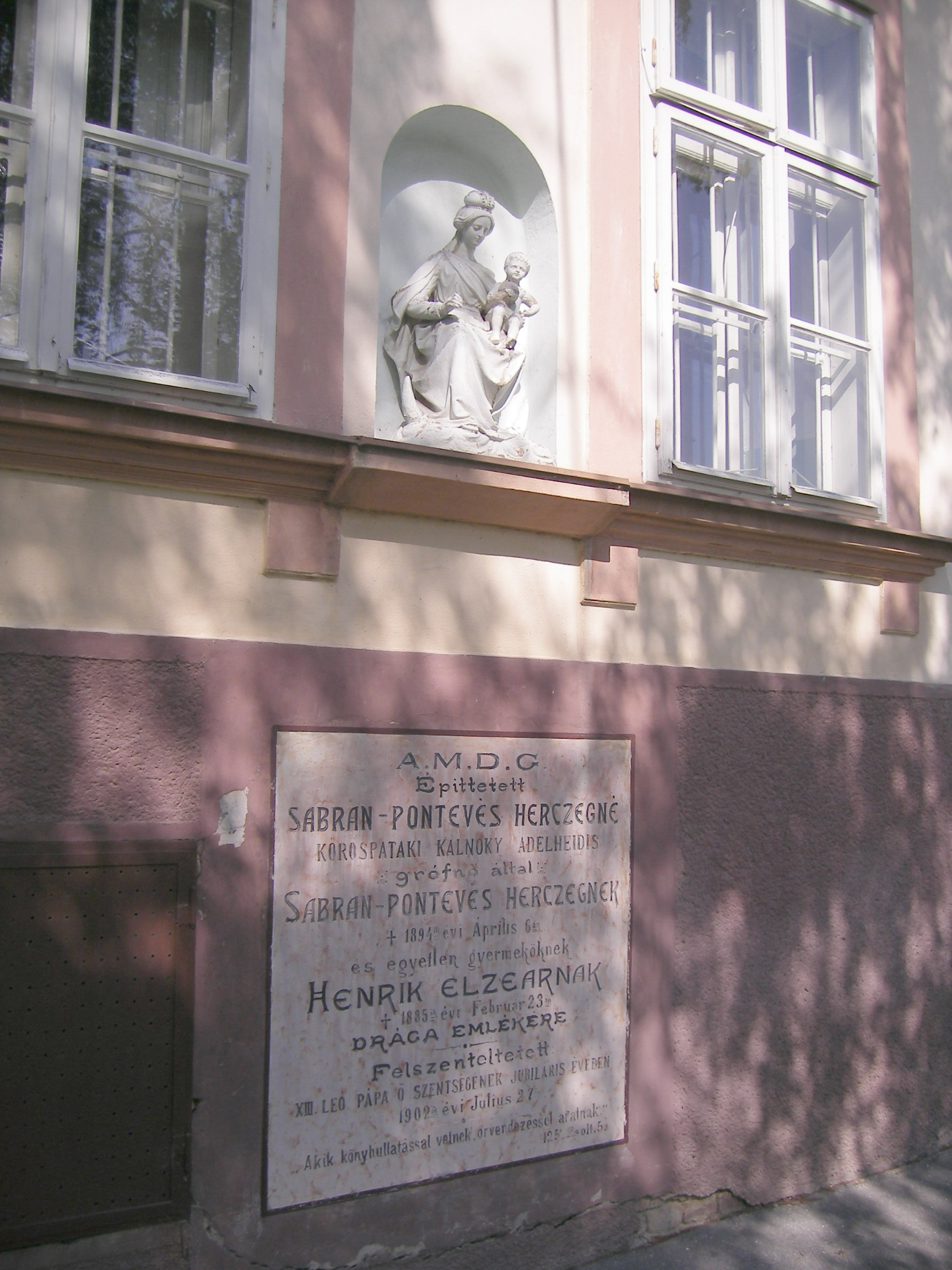
Zárdaiskola – részlet
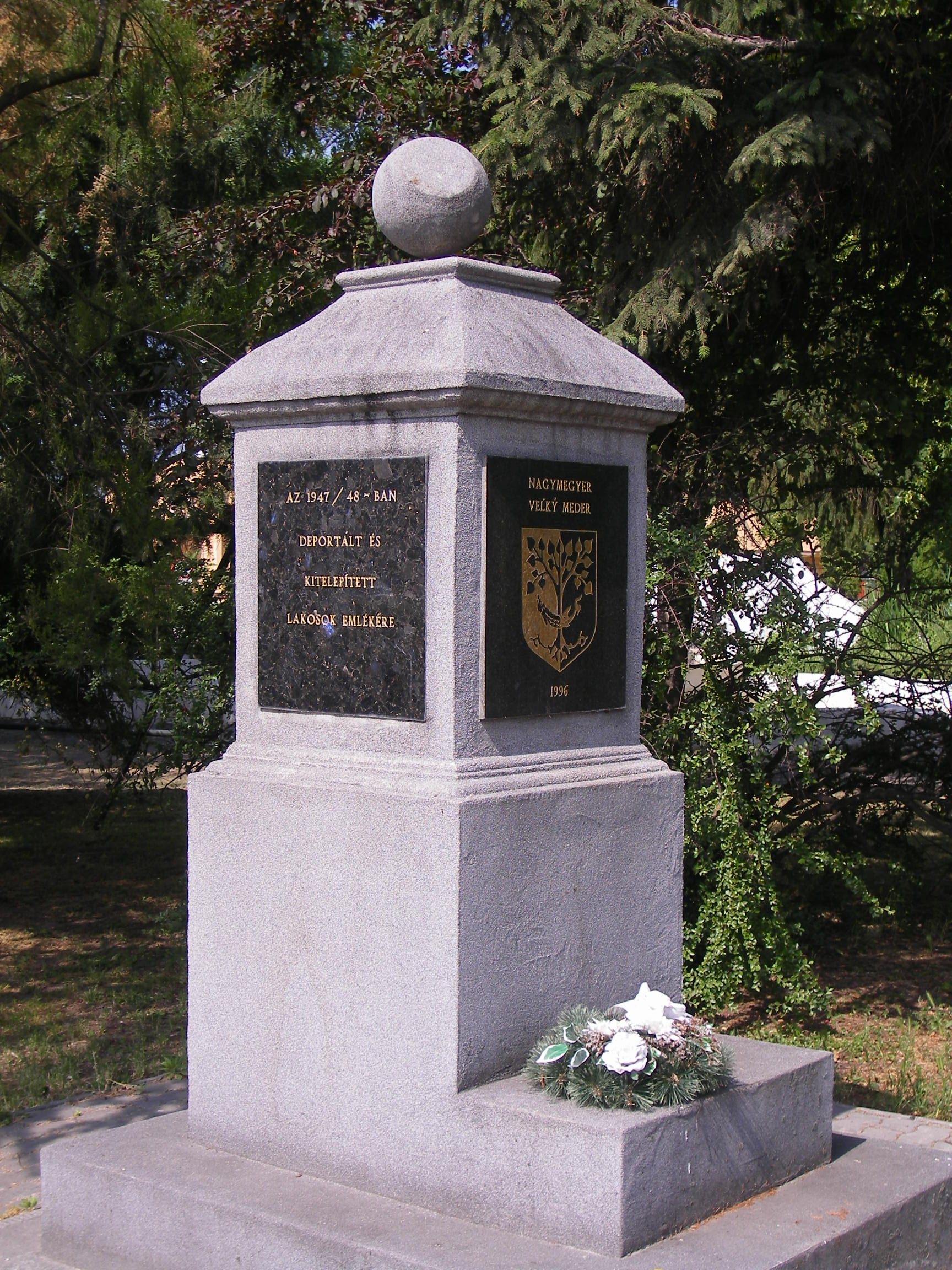
A kitelepítettek emlékműve
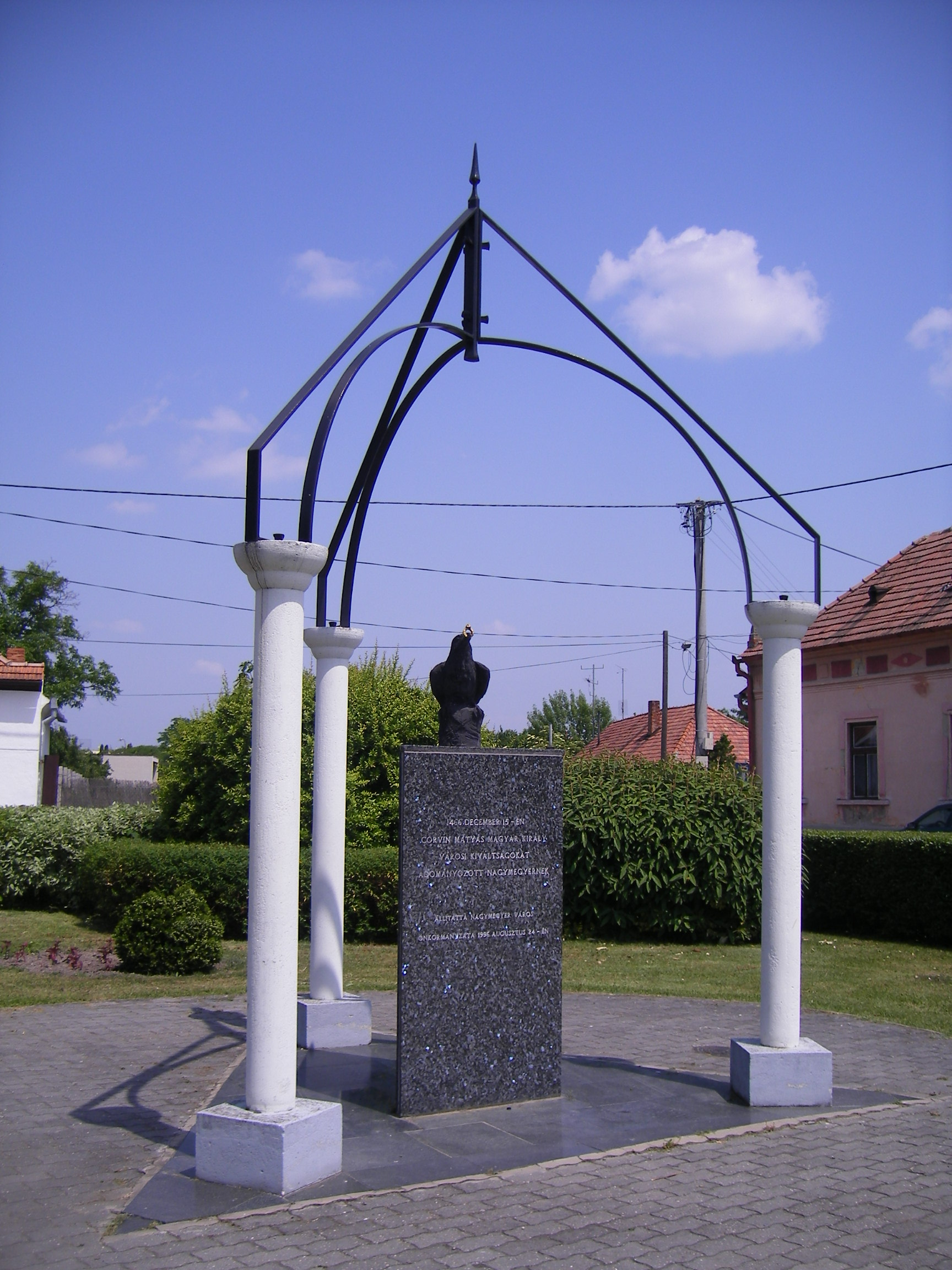
A városi jogok elnyerésének emlékműve
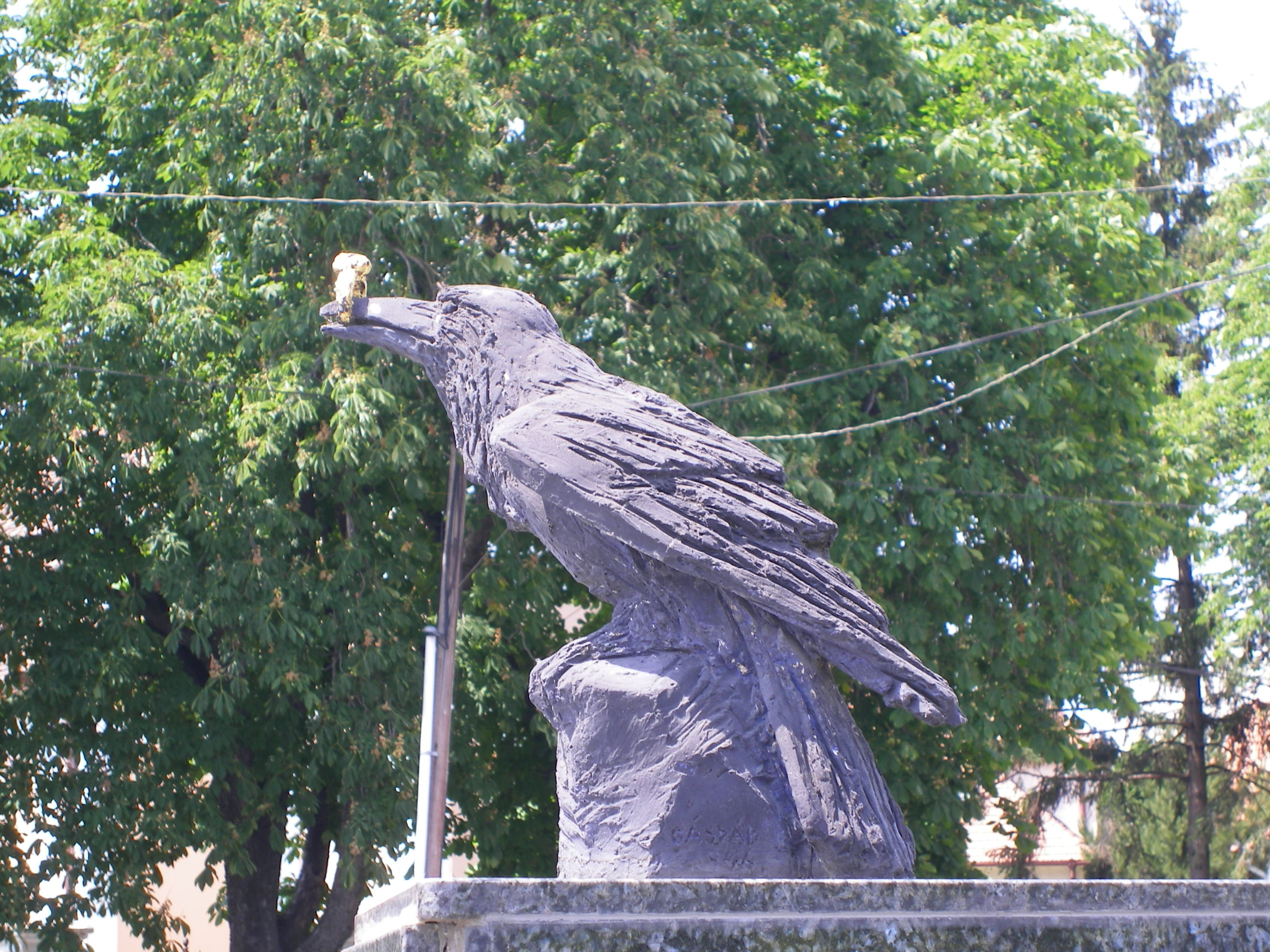
A városi jogok elnyerésének emlékműve – részlet
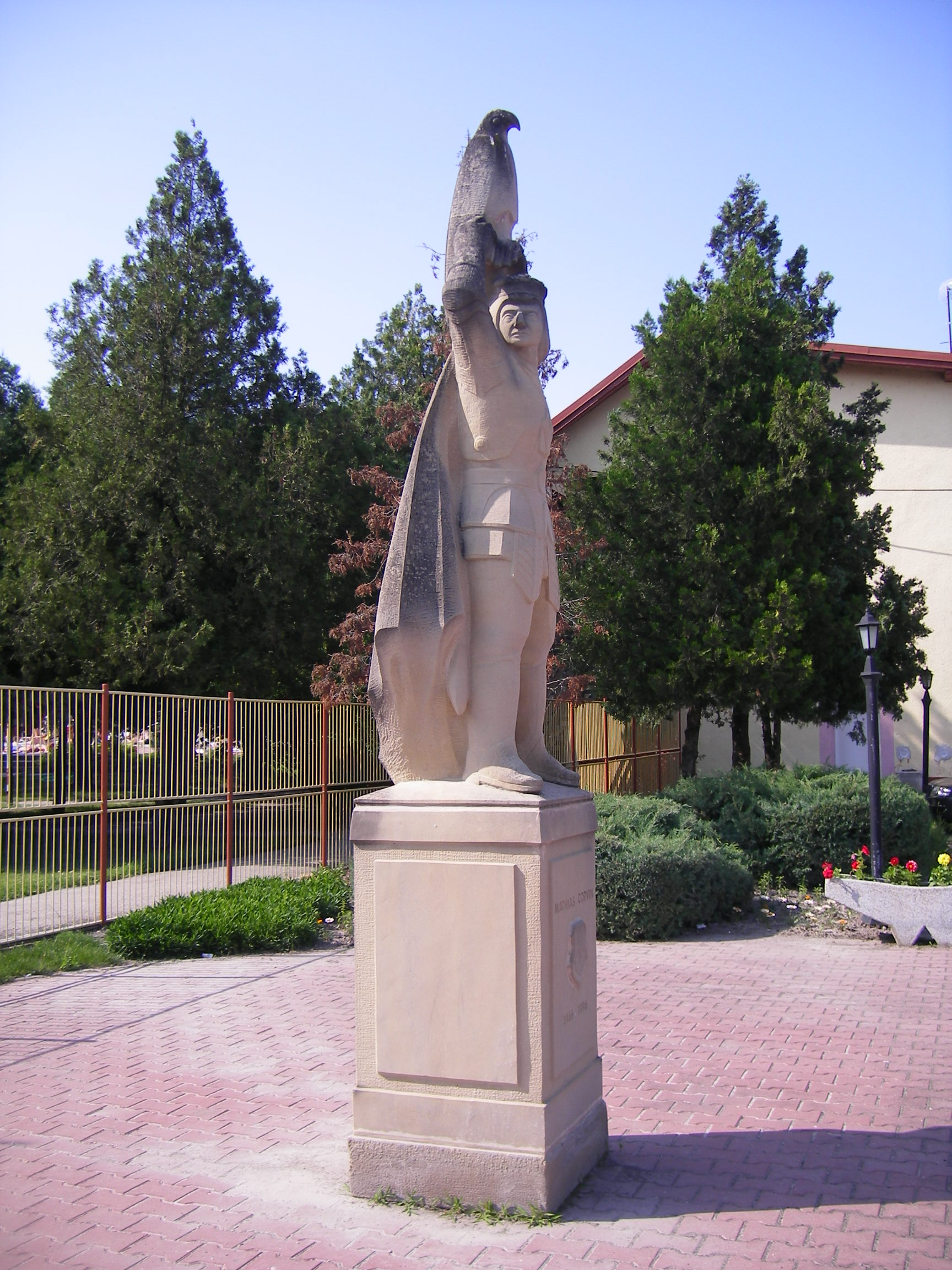
Mátyás király szobra
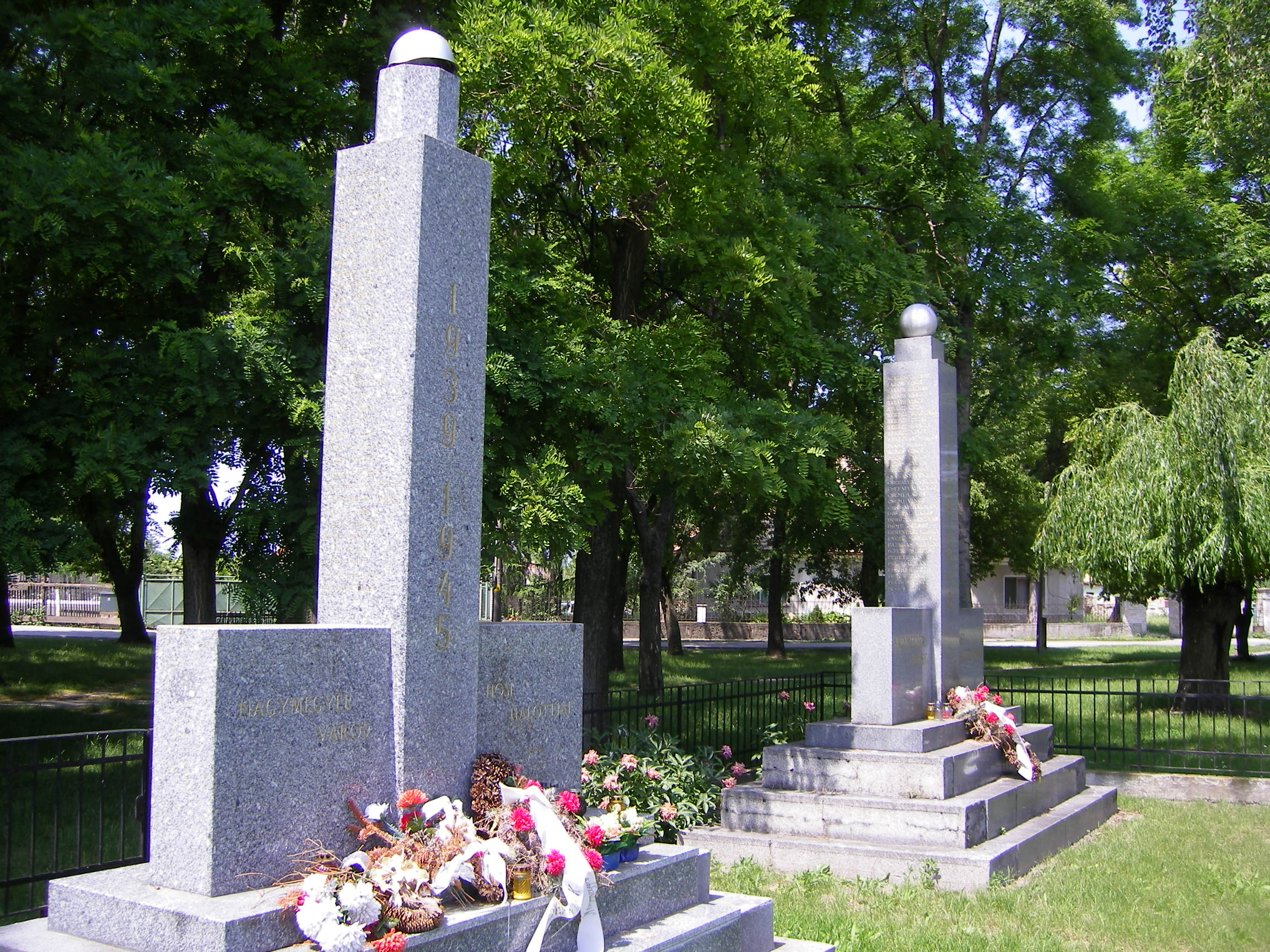
A két világháború áldozatainak emlékműve
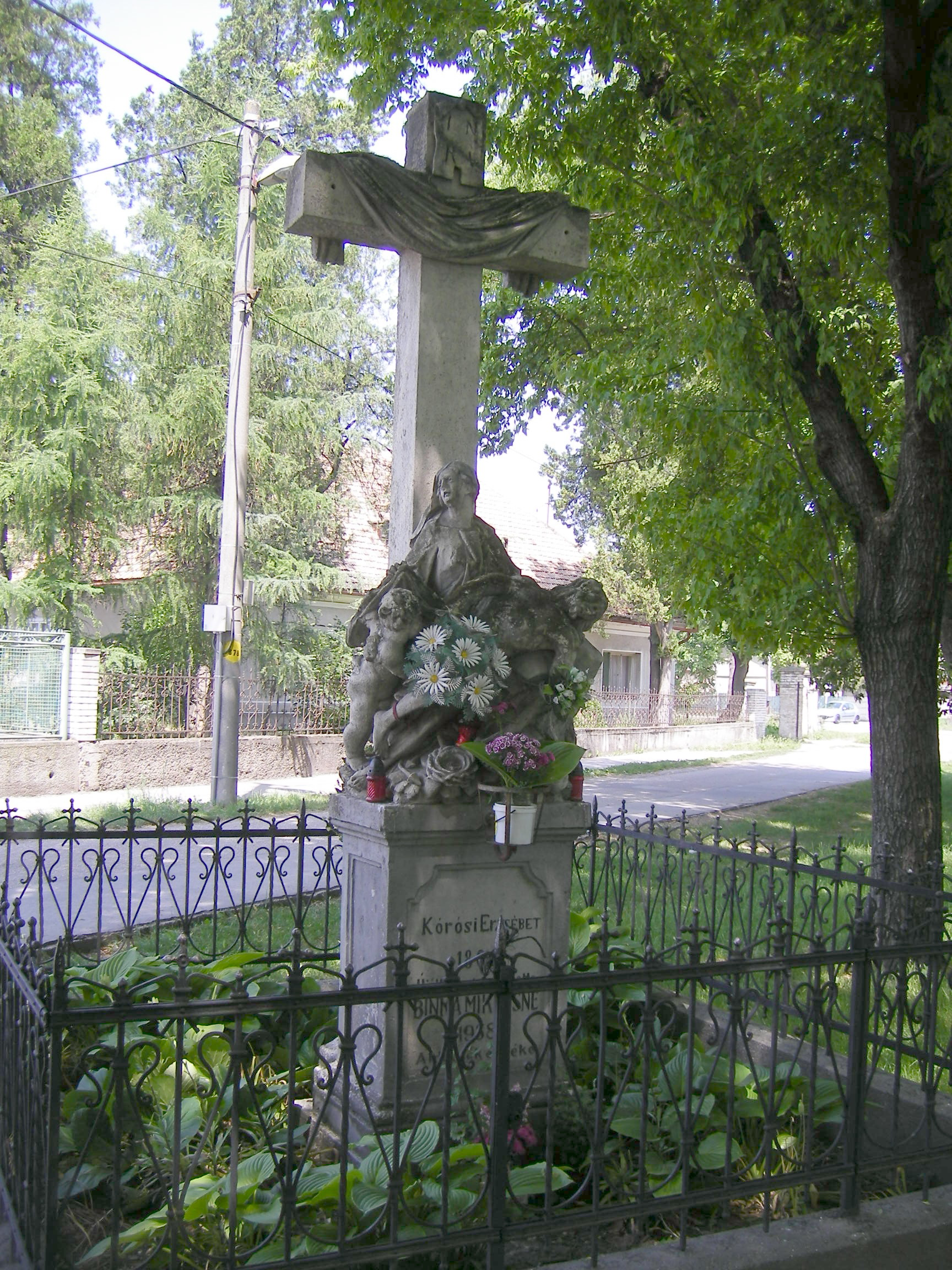
1806-ban állított feszület a Hősök terén

## Testvérváros
- Bácsalmás 1994 óta